# Ibn Khaldoun
Pour les articles homonymes, voir Khaldoun.
Ibn Khaldoun (en arabe : [ɪbn̩ χɐlduːn]; nom complet : أبو زيد عبد الرحمن بن محمد بن خلدون الحضرمي (Abu Zayd 'Abd al-Rahmân Ibn Muhammad Ibn Khaldoun al-Hadrami), né le 27 mai 1332 à Tunis (sultanat hafside de Tunis) et mort le 17 mars 1406 au Caire, est un historien, économiste, géographe, démographe, précurseur de la sociologie et homme d'État d'origine arabe.
Issu d'une grande famille andalouse d’origine yéménite et chassée de la péninsule ibérique par la Reconquista, Ibn Khaldoun naît à Tunis à l'époque dominée par une dynastie berbère, les Hafsides, et alors que le Maghreb connaît une paix relative. Après une existence active comme conseiller ou ministre des souverains berbères musulmans du Maghreb, Ibn Khaldoun se retire à 45 ans au Caire, alors sous la domination des Mamelouks, où il rédige son œuvre et enseigne.
Voyageur et mobile toute sa vie, Ibn Khaldoun passe par Damas en 1401, peu avant que la ville ne soit assiégée et prise par Tamerlan. Il obtient alors du redoutable conquérant, qu'il épargne la vie des habitants, chose rarissime, alors que Tamerlan massacrait en général tous les habitants, sauf quelques artisans.
Sa façon d'analyser les changements sociaux et politiques qu'il observe dans le Maghreb et la péninsule Ibérique de son époque conduit à le considérer comme un précurseur de la sociologie et de la démographie modernes,,,,,,. Dans son œuvre majeure, Le Livre des exemples, il raconte l'Histoire universelle à partir des écrits de ses prédécesseurs, de ses observations au cours de ses nombreux voyages et de sa propre expérience de l'administration et de la politique. L'introduction, intitulée la Muqaddima (les Prolégomènes en français), expose sa vision de la façon dont naissent et meurent les empires.
Il est aussi un historien de premier plan. Dans ces deux ouvrages résolument modernes dans leur méthode, il insiste dès le début sur l'importance des sources, de leur authenticité et de leur vérification à l'aune de critères purement rationnels. Les savants européens du XIXe siècle reconnaissent l'importance des Prolégomènes, et considèrent Ibn Khaldoun comme l'un des plus grands philosophes du Moyen Âge,. Georges Marçais affirme que l'œuvre d'Ibn Khaldoun est « un des ouvrages les plus substantiels et les plus intéressants qu'ait produits l'esprit humain »,.

## Contexte historique
Au XIIIe siècle, à la chute de la dynastie almohade qui avait marqué l'apogée de la civilisation médiévale maghrébine, en unifiant cette région, une longue période d'anarchie et de misère débute.
Au XIVe siècle, les Mérinides contrôlent le Maghreb occidental (actuel Maroc), les Zianides dominent le Maghreb central (actuelle Algérie) alors que les Hafsides règnent sur le Maghreb oriental (actuelle Tunisie et Tripolitaine). Ces trois dynasties, issues directement ou indirectement des Almohades, se combattent pour l'hégémonie au Maghreb, tout en étant sous la menace constante d'incursions de tribus arabes, et de la dissidence des tribus berbères, vivant à proximité et à l'intérieur de leurs frontières respectives.
La vie d'Ibn Khaldoun se déroule donc dans une époque fort troublée, marquée par divers bouleversements socio-politiques, par l'apparition de la peste noire et par d'incessantes luttes dynastiques au Maghreb. En effet, à la mort de chaque souverain s'ouvre une nouvelle crise de succession, les fils du roi s'affrontant pour accaparer le pouvoir. Chaque dynastie s'individualise de plus en plus — malgré des liens tissés par une solidarité d'ordre culturel — tandis que les Mérinides s'efforcent de réunifier le Maghreb, à la manière des Almohades. Tous ces troubles n'empêchent pas le maintien de grandes villes, qui jouent toujours un rôle religieux, culturel et politique considérable dans chaque État.
Tlemcen, Constantine et Béjaïa (Bougie) accueillent une population de 40 000 à 50 000 habitants, Marrakech d'environ 60 000 et Fès et Tunis dépassent les 100 000 habitants, population considérable pour l'époque.
Dans la péninsule Ibérique, les derniers royaumes musulmans tentent tant bien que mal de circonscrire l'irrésistible avancée de la Reconquista galicienne et castillane, tandis que l'Orient fait face aux invasions turco-mongoles.

## Biographie

### Origines
La vie d'Ibn Khaldoun est relativement bien documentée, comme il a écrit une autobiographie, nommée en arabe : التعريف بابن خلدون ورحلته غربا وشرقا (at-Ta'rīf bi-ibn Khaldūn wa-Riḥlatih Gharban wa-Sharqan), en français : Présentation d'Ibn Khaldoun et de son voyage à l'Ouest et à l'Est) dans laquelle de nombreux documents concernant sa vie sont cités mot pour mot.
Abdelrahman ibn Mohammed ibn Mohammed ibn Al-Hassan ibn Jabir ibn Mohammed ibn ibrahim ibn Abdelrahman ibn Khaldoun, généralement connu sous le nom d'« Ibn Khaldoun » d'après un ancêtre lointain, est né à Tunis en 1332 dans une famille andalouse de classe supérieure, d'ascendance arabe. L'ancêtre de la famille est, selon lui, un Arabe yéménite qui partage une parenté avec Ouaïl Ibn Hodjr, un compagnon du prophète musulman Mahomet. Sa famille, qui occupait de nombreux postes importants en Andalousie, a émigré en Ifriqiya (l'actuelle Tunisie) après la chute de Séville, lors de la Reconquista en 1248.
Sous la dynastie berbère hafside, une partie de sa famille exerce des fonctions politiques ; cependant, le père et le grand-père d'Ibn Khaldoun se sont retirés de la vie politique et ont rejoint un ordre mystique. Son frère, Yahya Ibn Khaldoun, également un historien, a écrit un livre sur les Zianides, une dynastie berbère voisine des Hafsides, et a été assassiné par un rival, pour être l'historiographe officiel de la cour. Dans son autobiographie, Khaldoun retrace son ascendance à l'époque de Mahomet à travers une tribu arabe du Yémen, en particulier de l'Hadramaout, qui s'est installée dans la péninsule Ibérique au VIIIe siècle au début de la conquête musulmane. De ses propres mots : « Nous tirons notre origine de Hadramaout, tribu arabe du Yémen, et nous nous rattachons à ce peuple dans la personne de Ouaïl Ibn Hodjr, chef arabe qui fut un des Compagnons du Prophète. ». 
Cependant, le biographe Mohammad Enan remet en question son affirmation, suggérant que sa famille était peut être Muladi qui prétendait être d'origine arabe afin d'acquérir du statut social. Enan mentionne également une tradition passée bien documentée, concernant certains groupes berbères, par laquelle ils s'auto-congratulent délibérément de quelques ancêtres arabes. Le motif d'une telle invention est toujours le désir d'ascendant politique et social. 
Cependant, le savant musulman Muhammad Hozien soutient que ceci serait peu probable « au moment où les ancêtres d'Ibn Khaldoun ont quitté l'Andalousie et ont déménagé en Tunisie, ils n'ont pas changé leur prétention d'une ascendance arabe. Même à l'époque où les Berbères régnaient, les règnes des Al-Marabats [Almoravides] et des al-Mowahids [Almohades] etc., les Ibn Khaldoun n'ont pas réclamé leur héritage berbère ». L'insistance d'Ibn Khaldun sur sa revendication d'une ascendance arabe à une époque où les dynasties berbères dominaient, ainsi que sa propre généalogie tracée (et donc l'origine de sa propre famille), rendent son ascendance arabe yéménite très probable.

### Jeunesse

#### Formation

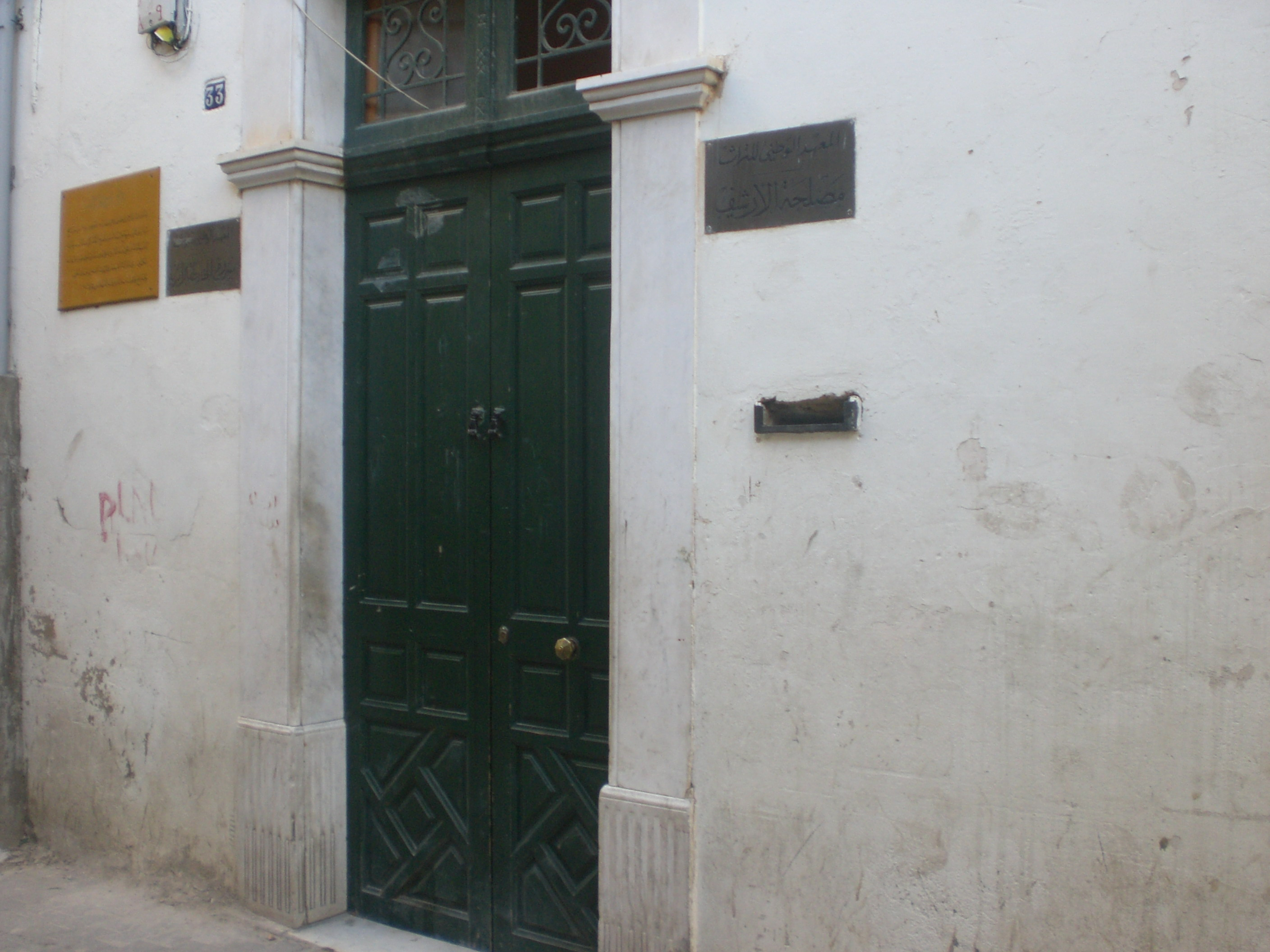
Maison où naquît Ibn Khaldoun dans la médina de Tunis.

Ibn Khaldoun naît le 27 mai 1332 à Tunis, soit le 1er ramadan 732 dans le calendrier musulman. Comme il l'indique dans son autobiographie, ses professeurs sont parmi les meilleurs de Tunis ; il consacre d'ailleurs de longs passages aux étapes de sa formation intellectuelle, : il cite le nom de chaque professeur, son origine et sa compétence.
Il reçoit une éducation arabe classique très rigoureuse et étudie de manière approfondie la langue arabe, base nécessaire à la compréhension du Coran — qu'il connaît par cœur —, des hadiths, du droit, de la jurisprudence islamique et de la langue arabe littéraire. Son éducation élémentaire comprend également l'étude des traditions religieuses et quelques éléments essentiels de théologie. Il étudie à l'Université Zitouna.
Le mystique, mathématicien et philosophe Abou Abdallah Mohammed Al-Abuli (Al-Abili ou Abelli) l'introduit aux mathématiques, à la logique et à la philosophie. Al-Abuli est l'un des plus célèbres philosophes à l'époque ; il a commenté de grands auteurs rationalistes comme Averroès, Avicenne, Al-Farabi et Rhazès tout en se plaçant dans leur continuation.
Al-Abuli devient par ailleurs le maître préféré d'Ibn Khaldoun, qui a aussi lu les œuvres de Platon, d'Aristote et d'autres penseurs grecs, dont les ouvrages ont été traduits en arabe ; la civilisation arabe médiévale étant à l'époque essentiellement marchande, elle est appelée à s'ouvrir aux autres civilisations. Ceci peut expliquer qu'Ibn Khaldoun ait été en mesure de connaître les caractères et l'évolution des divers États musulmans, mais aussi la structure des États européens, alors en pleine guerre de Cent Ans. Il a également acquis de solides connaissances en astronomie et en médecine. Il connaît également les textes bibliques qu'il examine de manière détaillée dans leur traduction en arabe. Il est, enfin, formé à la pratique des affaires administratives et à la rédaction des pièces officielles selon les conventions de l'époque, la position de sa famille le vouant à des tâches au sein du gouvernement et de la haute administration.

#### Épidémie de peste noire

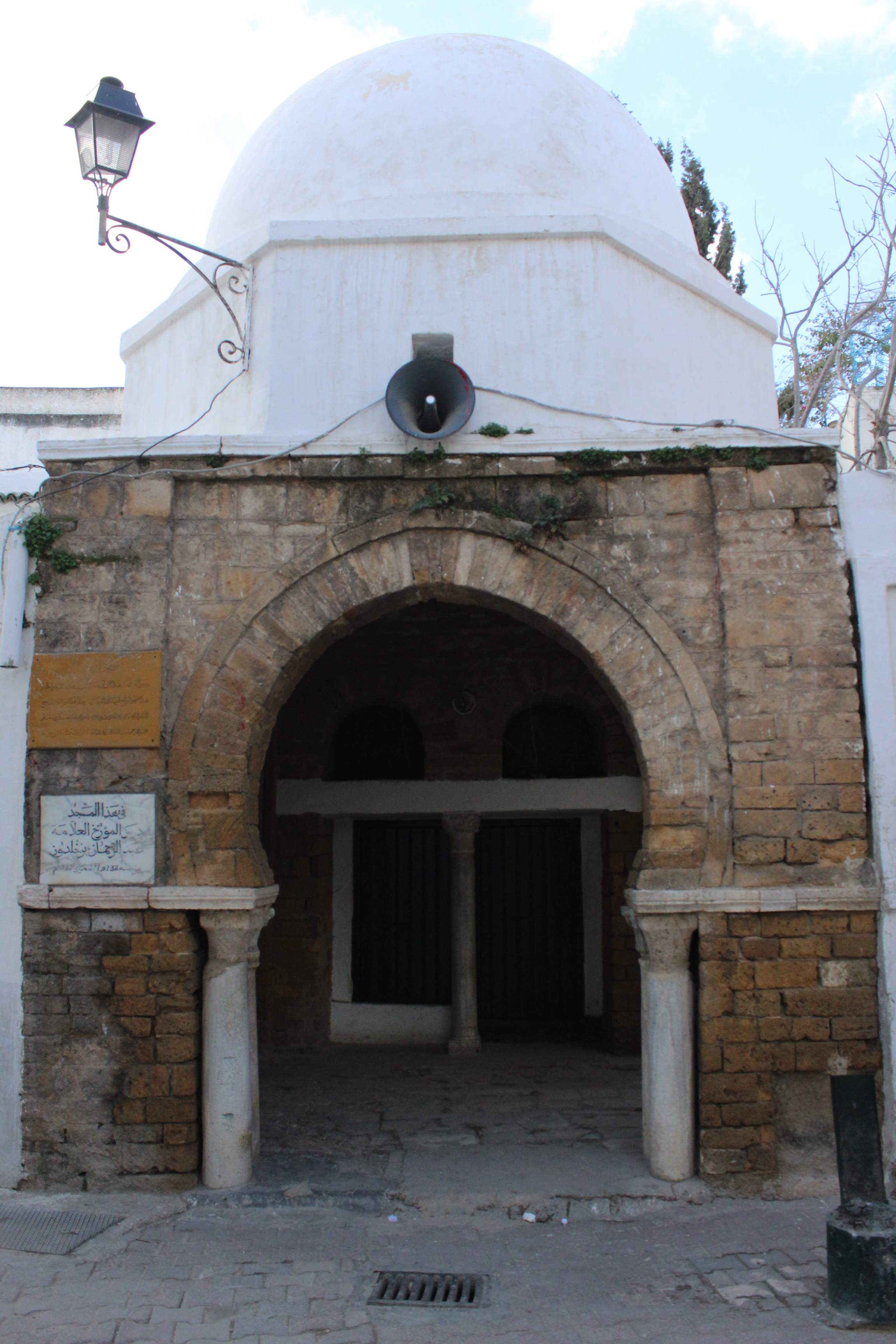
Mosquée El Koubba où Ibn Khaldoun suit ses études.

À l'âge de quinze ans, alors qu'il étudie la philosophie et les problèmes de la pensée arabe et musulmane, sur les conseils de son professeur Al-Abuli, l'attention d'Ibn Khaldoun est attirée par l'arrivée de nouveaux professeurs et spécialistes de théologie et de littérature. Mais c'est aux alentours de cette même période que l'épidémie de peste noire, qui se répand depuis l'Asie jusqu'à l'Europe, frappe la région de Tunis en 1348 et lui ravit une partie de sa famille. Sa mère est la première touchée et elle meurt le corps couvert de pétéchies dans d'atroces douleurs. Après ce drame, Ibn Khaldoun s'enferme dans sa salle d'étude pendant plusieurs jours et refuse d'en sortir. Puis, au début de l'année 1349, son père décède à son tour dans les mêmes souffrances que sa femme. Plus tard, Ibn Khaldoun évoque à plusieurs reprises ces événements tragiques, notamment dans la Muqaddima :

« Une peste terrible vint fondre sur les peuples de l'Orient et de l'Occident ; elle maltraita cruellement les nations, emporta une grande partie de cette génération, entraîna et détruisit les plus beaux résultats de la civilisation. Elle se montra lorsque les empires étaient dans une époque de décadence et approchaient du terme de leur existence ; elle brisa leurs forces, amortit leur vigueur, affaiblit leur puissance, au point qu'ils étaient menacés d'une destruction complète. La culture des terres s'arrêta, faute d'hommes ; les villes furent dépeuplées, les édifices tombèrent en ruine, les chemins s'effacèrent, les monuments disparurent ; les maisons, les villages, restèrent sans habitants ; les nations et les tribus perdirent leurs forces, et tout le pays cultivé changea d'aspect. »

Ibn Khaldoun a également perdu d'autres membres de sa famille, la plupart de ses amis et certains de ses professeurs ; beaucoup d'intellectuels mérinides sont aussi morts. Parmi ces derniers figurent notamment Al Ansari, spécialiste des lectures du Coran, Al Hassayri, grammairien, Ibn Bahr, spécialiste en langue et littérature, Al Jayani, grand juriste, Al Najar, mathématicien, et d'autres médecins, philosophes, astronomes et astrologues. Son professeur Al-Abuli, qui réside dans la maison des Banu Khaldoun, est le seul à avoir survécu, alors que les autres s'en vont à Fès qui est alors la capitale intellectuelle et culturelle du Maghreb. En outre, à la peste s'ajoute une famine désastreuse.

#### Projet de départ pour Fès
Tunis connaît alors une période de marasme intellectuel. Ibn Khaldoun songe à quitter la cité pour aller vivre à Fès, afin d'assouvir sa soif de connaissance et de rejoindre son professeur Al-Abuli, même si son frère aîné tente vainement de l'en dissuader. Néanmoins, son rêve de partir pour Fès ne peut se réaliser tout de suite. En effet, suivant la tradition familiale, Ibn Khaldoun aspire à une carrière politique. Dans le contexte nord-africain d'une répartition des pouvoirs et de souverains toujours changeants, cela signifie réussir un jeu d'équilibre, savoir former des alliances et revenir sur ses loyautés au bon moment, afin de ne pas être emporté par le déclin de règnes parfois très brefs. Dans un premier temps, il entretient en 1347 de bonnes relations avec la cour mérinide, lors de l'occupation de Tunis par Abou al-Hassan ben Othman. Au début des années 1350, sa réputation va grandissante et parvient jusqu'au palais royal. C'est pourquoi il commence véritablement sa carrière politique en 1350, à l'âge de 18 ans, en tant que garde du sceau du sultan mérinide (« écrivain de l'alama ») auprès du puissant chambellan Ibn Tafragin (ca) ou Ibn Tafraguin, qui est lui-même au service du sultan Abou-Ichaq Ibrahim.
Sans renoncer à son idée de départ pour Fès, Ibn Khaldoun accepte le poste qui lui est confié, pensant qu'il ne l'occuperait pas longtemps. Son métier consiste alors à se rendre tous les jours au palais, s'asseoir près du sultan et « chaque fois que le souverain désirait envoyer une lettre officielle ou édictait une ordonnance, [Ibn Khaldoun] prenait une grande feuille de vélin. Il écrivait au haut de la page en gros caractères calligraphiés : « Louange et Grâce à Dieu ». Quelquefois, à la demande expresse du sultan, il écrivait aussi la formule consacrée : « Au nom de Dieu, le Clément, Miséricordieux », ou encore les titres du souverain ». Ceci lui permet entre autres d'observer toutes les manœuvres, les intrigues et les réputations, qui se font et se défont à la cour.
Avec l'invasion de l'Ifriqiya en 1352 par le sultan berbère de Constantine Abou Yazid, il peut enfin quitter Tunis, en prenant pour prétexte la défaite de son maître : « J'étais bien décidé à […] quitter [Tunis] aussitôt que j'en trouverais l'occasion, tant j'éprouvais d'ennui d'être séparé de mes professeurs et mis dans l'impossibilité de poursuivre mes études ». Il se réfugie d'abord à Ebba, puis Tébessa, Gafsa et enfin Biskra, où il passe l'hiver avec ses amis de la tribu des Beni Musni, en attendant que la situation politique se clarifie. En 1353, il entreprend un séjour à Béjaïa, où il est invité à la résidence du chambellan mérinide, et propose ses services au souverain Abou Inan Faris. Mais en 1354, suivant les conseils de son frère aîné, il retourne à Tunis où il se marie avec la fille de Mohammed Al Hakim, général à la retraite, ancien ministre de la Guerre et personnalité fortunée et respectée à la cour hafside. Pourtant, il a toujours pour objectif d'aller à Fès, réalisant une nouvelle fois, à travers les soubresauts de la vie politique à Tunis, que le royaume est en phase de déclin alors que Fès est alors à son apogée.

### Premières années

#### Fès
Le sultan de Fès Abou Inan Faris lui envoie, à la fin de l'année 1354, une lettre pour l'inviter à participer au Conseil des savants, une réunion littéraire qu'il préside,. Dans le but de poursuivre ses études, Ibn Khaldoun fait le voyage l'année suivante pour Fès selon Smaïl Goumeziane, alors qu'Yves Lacoste pense pour sa part qu'il est arrivé dans cette ville au début de l'année 1354. En arrivant d'une colline qui surplombe la ville, Ibn Khaldoun raconte ainsi le lieu qu'il découvre : « Fès s'étendait à nos pieds dans la lumière dorée du couchant. Une armée de minarets ocre et or dominait ses toits plats. Une couronne de collines couvertes de maisons de pierre la ceinturait. Des cyprès, austères et orgueilleux, détachaient leur vert sombre sur l'émeraude de la campagne avoisinante. Au loin, un vaste ciel mauve dévorait l'horizon ».
Il est rapidement introduit à la cour du sultan et retrouve son professeur Al-Abuli dans le cercle de savants qui l'accompagnent. Il participe aux discussions philosophiques et scientifiques puis accepte, sans grand enthousiasme, de devenir secrétaire particulier du souverain, ce qui correspond à un poste de scribe chargé des proclamations royales, même si cette situation n'est pas réellement à la hauteur de sa tradition familiale. Il profite néanmoins des faveurs dont il bénéficie, et qui provoquent jalousies et calomnies, qu'il favorise en fréquentant plutôt assidument un prince hafside de Béjaïa, Abou Abdallah.
Cependant, sa soif de connaissance l'emporte largement sur son intérêt pour la politique, comme il l'écrit lui-même : « Je mis à profit ces moments pour réfléchir et étudier, et pour m'asseoir aux pieds des grands professeurs, ceux du Maghreb comme ceux d'Espagne qui résidaient provisoirement à Fès, et je bénéficiai grandement de leur enseignement ». À cette époque, il vit et travaille à proximité de la médersa Bou 'Inania, l'un des exemples les plus reconnus d'architecture au Maghreb. Il fréquente en particulier les grands maîtres de l'université Al Quaraouiyine et y complète sa formation scientifique. Il écrit plus tard : « De cette manière, je parvins à un degré d'instruction qui répondait à mes désirs ».
En 1357, Abou Inan Faris l'accuse — « vraisemblablement à juste titre » selon Yves Lacoste — de participer à un complot contre lui, visant à réinstaller Abou Abdallah sur le trône de Béjaïa. Ibn Khaldoun se justifie en dénonçant une intrigue de cour, causée par la jalousie, et menée par certains courtisans de Fès. Abou Abdallah est arrêté mais, pour des raisons politiques, rapidement libéré et placé en liberté surveillée. Ibn Khaldoun est quant à lui arrêté, maltraité puis envoyé en prison ; il y reste presque deux ans, et il n'est libéré qu'à la mort d'Abou Inan Faris, survenue le 27 novembre 1358,.
Lors des luttes dynastiques qui suivent le décès du monarque, Ibn Khaldoun devient secrétaire d'État du nouveau sultan puis il soutient Abou Salim Ibrahim, qui lui promet d'importantes récompenses et fonctions, en échange de son aide pour accéder au trône. Une fois arrivé au pouvoir, Abou Salim Ibrahim entre à Fès, Ibn Khaldoun chevauchant à ses côtés. Le nouveau souverain lui offre en juillet 1359 une fonction de secrétaire d'État, puis de chef de la chancellerie et enfin de « secrétaire des commandements » responsable d'une haute cour de justice,, premières situations correspondant à ses attentes. Il est également nommé poète de cour.
Il se lie alors d'amitié avec Ibn Zarzar (it), grand médecin et astrologue juif, qui habite au Ribat Al Yahoud, le faubourg des Juifs résidant à Fès. Au bout de deux ans, en 1361, il quitte son poste de secrétaire de la chancellerie pour devenir cadi malékite de Fès,.
Mais, rapidement, de nouvelles turbulences politiques apparaissent et Abou Salim Ibrahim est renversé par un autre prétendant au trône, ami d'Ibn Khaldoun, et à qui ce dernier s'est rallié à temps. Mais Ibn Khaldoun n'obtient cette fois aucune fonction importante, de la part du nouveau souverain. Il fait savoir son mécontentement autour de lui et se crée de nouveaux ennemis. Alors qu'il ressent que le climat avec les hommes au pouvoir est hostile, il obtient l'autorisation de quitter la cour de Fès. Toutefois, on l'empêche de partir pour Tlemcen ou Tunis ; on ne connaît que trop bien ses capacités politiques et on craint qu'il ne fomente une affaire pour le compte de prétendants mérinides exilés.

#### Grenade
En décembre 1362 ou en 1363, il reçoit l'autorisation du souverain de se rendre en Andalousie, dans le royaume nasride de Grenade qui est la dernière enclave musulmane dans la péninsule Ibérique,. Il est certain d'y recevoir un accueil des plus chaleureux après avoir grandement aidé le sultan nasride Mohammed V al-Ghani et son vizir Ibn al-Khatib à reprendre le pouvoir en avril 1362, lors de son exil à Fès ; Ibn Khaldoun, alors ministre, a en effet pris soin de la famille du sultan et s'est montré très disponible. De plus, entre les deux, une solide amitié s'est nouée, renforcée par leur intérêt commun pour la poésie. Ibn Khaldoun raconte ainsi l'accueil qui a été le sien à Grenade :

« Le sultan qui s'était empressé de faire tapisser et meubler un de ses pavillons pour ma réception, envoya au-devant de moi une cavalcade d'honneur, composée des principaux officiers de sa cour. Quand j'arrivai en sa présence, il m'accueillit d'une manière qui montrait combien il reconnaissait mes services et me revêtit d'une robe d'honneur. »

On connaît mal les fonctions qui ont été les siennes à la cour de Mohammed V al-Ghani. Toutefois, à la fin de l'année 1364 ou dans le courant de l'année 1363 selon les sources, le sultan, appréciant l'habileté d'Ibn Khaldoun, lui confie une mission diplomatique délicate et importante auprès de Pierre Ier de Castille afin de conclure un traité de paix entre le royaume de Castille et les princes musulmans,. Ibn Khaldoun est somptueusement reçu dans la salle des Ambassadeurs de l'Alcazar de Séville. Il remet, selon la tradition diplomatique, les présents habituels, soit : des étoffes de soie, des chevaux de race et leur harnachement brodé d'or. Ibn Khaldoun accomplit sa tâche avec succès en rétablissant la paix avec la Castille.
Lors de son séjour à Séville, dans l'une des antichambres de Pierre Ier, il rencontre Ibn Zarzar qu'il avait connu à Fès et qui était devenu le médecin et le conseiller du roi. Grâce aux documents d'archives que lui avaient légués ses parents, Ibn Khaldoun retrouve les anciennes possessions espagnoles de sa famille, dont il observe « le fleuve […], la plaine, les champs de blé et de céréales, les maisons et les fermes proprettes, aux murs recouverts de clématites et de lierre, avec une lueur de mélancolie dans les yeux ». Pierre Ier, satisfait des bons offices d'Ibn Khaldoun, lui propose alors la restitution de ces terres en échange de quoi il reste à son service à sa cour. Pierre Ier pense qu'en ayant Ibn Khaldoun comme diplomate, cela faciliterait sa politique avec l'Occident musulman. Toutefois, avec les remerciements et les ménagements que mérite une telle offre, Ibn Khaldoun la refuse pour deux raisons, selon Yves Lacoste. Tout d'abord, il est probable qu'il ait deviné la fragilité du pouvoir de Pierre Ier, une révolte le renversant deux ans plus tard. La deuxième raison est d'ordre moral : dans de nombreux passages de son œuvre, il se montre très dur avec ceux qu'il dénomme les « traîtres » qui ont autrefois toléré la présence des chrétiens au lieu de préférer l'exil comme sa famille. Il est donc fort possible qu'il ait refusé d'entrer au service d'un gouvernement chrétien, même de manière provisoire.
Mais ce séjour en Andalousie est surtout l'occasion pour Ibn Khaldoun de se rendre compte que partout en Europe, que ce soit en Espagne, en Italie, en France ou en Grande-Bretagne, existent des affrontements impliquant les familles au pouvoir, les vassaux et les courtisans. Des conflits de dynastie et les prises de pouvoir par assassinat se succèdent de la même manière qu'au Maghreb.
En outre, il se rend compte que la peste noire a causé encore plus de morts en Europe qu'au Maghreb, à quoi s'ajoutent les famines. Ibn Khaldoun en vient à la conclusion, comme l'affirme Smaïl Goumeziane, qu'« en ce XIVe siècle, partout, en islam comme dans la chrétienté, l'ordre médiéval et monarchique connai[t] une crise profonde ».
De retour à Grenade, Ibn Khaldoun satisfait également le sultan Mohammed V al-Ghani qui lui offre le village d'Elvira, situé dans la plaine de Grenade, et les terres qui l'entourent dans la Vega de Granada. Grenade est alors à son apogée. Ibn Khaldoun devient confident du souverain et brille par la qualité des poèmes, qu'il récite dans les réunions littéraires. Il entre d'ailleurs en concurrence avec l'écrivain Ibn al-Khatib, le vizir de Mohammed V al-Ghani, observant d'un œil méfiant ses relations étroites avec le sultan. Les terres qui lui ont été offertes lui permettent de mener une vie fastueuse dans une belle demeure, avec des jardins luxuriants, située dans les quartiers aristocratiques. Songeant à s'installer définitivement, il fait venir sa famille, femme et enfants, installés alors à Constantine et qui l'attendaient. Il débat également de longues heures avec Mohammed V al-Ghani de problèmes de philosophie, d'histoire et de politique.
Toutefois, Ibn Khaldoun se lasse de sa vie fastueuse à Grenade, capitale d'un petit État vassal, qui ne correspond pas à ses ambitions. De plus, Ibn al-Khatib, de plus en plus jaloux, intrigue et calomnie, ce qui, semble-t-il, a beaucoup peiné Ibn Khaldoun.

### Retournements d'alliances

#### Chambellan du souverain Abou Abdallah de Béjaïa
Ibn Khaldoun reçoit par la suite une invitation du souverain hafside de Béjaïa, Abou Abdallah. En 1365, celui-ci lui propose de devenir son chambellan en remerciement de ses services, puisqu'il lui a été d'une aide importante pour redevenir souverain de Béjaïa, alors qu'Ibn Khaldoun était au service d'Abou Salim Ibrahim à Fès. De plus, leur commun emprisonnement à Fès les avait déjà rapprochés. Ibn Khaldoun souhaite accepter, mais il doit cependant attendre l'accord de Mohammed V al-Ghani, qui ne le lui donne qu'à regrets. Ibn Khaldoun se rend alors à Tlemcen, où il est reçu avec tous les honneurs. Après avoir obtenu l'approbation de Mohammed V al-Ghani, il quitte Grenade en mars 1365 et s'embarque à Almería.
Jean Mohsen Fahmy explique qu'à Béjaïa « le sultan Abou Abdallah [Abû `Abd Allâh] […] avait organisé un accueil exceptionnel à son ami et nouveau Premier ministre : à Bab Al Bonoud, la Porte des Étendards, toute la cour était présente, en habits de cérémonie. La garde du sultan lui fit une haie d'honneur. Tout le peuple était rassemblé des deux côtés du chemin, applaudissant, criant des vivats. Des gens se précipitaient pour toucher [son] cheval, pour embrasser sa main ou le pan de sa jubba ». Béjaïa est alors une cité prospère qui est restée l'une des villes les plus importantes de l'Afrique du Nord.
Son plus jeune frère Yahya Ibn Khaldoun est, lui, nommé vizir. Ibn Khaldoun s'attelle donc à la tâche en recevant vizirs, dignitaires, chefs de tribus, ambassadeurs et autres envoyés spéciaux. Il donne également de son temps au peuple, qui vient lui porter des requêtes, ou se plaindre des percepteurs des impôts ou des commerçants malhonnêtes. Il écoute également les réclamations des simples soldats et des fonctionnaires civils ou religieux. En plus, le sultan le nomme prédicateur à la grande mosquée de la Qaçba où il enseigne également la jurisprudence,. Il exerce alors une influence considérable sur les milieux intellectuels et religieux, dans une ville où les étudiants sont nombreux.
Alors qu'Ibn Khaldoun exerce, semble-t-il, ses « fonctions à la satisfaction générale », et bien que son véritable rôle soit difficile à discerner, la tension est grande entre le sultan et la population. Pendant cette période, Ibn Khaldoun est chargé de lever des impôts auprès de tribus berbères locales.

#### Chambellan d'Abou Hammou Moussa II de Tlemcen
Après la mort d'Abou Abdallah en 1366, tué au combat par son cousin Abou al-Abbas, souverain hafside de Constantine, la ville de Béjaïa tombe entre les mains de ce dernier. Ibn Khaldoun, sachant que Béjaïa n'était pas en mesure de faire face à l'offensive d'Abou al-Abbas, se rend et lui donne les clefs de la ville pour éviter des « morts inutiles ». Il entre momentanément au service du sultan, mais il sent la méfiance d'Abou al-Abbas à son égard et se sent même surveillé, voire menacé. Comme le montre sa correspondance régulière avec Ibn al-Khatib, il exprime son inquiétude devant l'instabilité chronique, dont souffre le Maghreb.
Sur le point de se faire arrêter, Ibn Khaldoun prend la fuite à temps, et il se réfugie dans la tribu des Dhawawidas, avec qui il était déjà entré en contact, lorsqu'il était chambellan de Béjaïa. Abou al-Abbas, en représailles, fait arrêter et maltraiter son frère Yahya et met sa famille sous surveillance,. Les biens dont dispose la famille d'Ibn Khaldoun à Constantine et Béjaïa sont confisqués.
En secret, le sultan zianide de Tlemcen, Abou Hammou Moussa II, dont le pouvoir est affaibli, le charge de recruter des soldats mercenaires auprès des tribus hilaliennes,. En mars 1368, Ibn Khaldoun reçoit une lettre de ce sultan dans laquelle il lui propose un poste de chambellan. Alors que ses amis lui manifestent leur surprise, Ibn Khaldoun leur répond : « Bien évidemment, ce n'est pas par amitié qu'il me fait cette offre. Abou Hammou sait à quel point mes relations avec les tribus du désert sont bonnes. Il connaît la confiance que me font les principaux cheikhs des Arabes Dawawida [Dhawawidas] ». Or Abou Hammou Moussa II veut justement recruter des soldats mercenaires parmi les tribus arabes des Dhawawidas. Mais Ibn Khaldoun refuse « diplomatiquement » cette offre, tout en proposant son frère Yahya, qui vient de s'évader, à sa place,. La raison invoquée par Ibn Khaldoun est qu'il s'est trop impliqué dans les affaires politiques et qu'il désire maintenant se consacrer aux études et aux recherches. Il s'y consacre effectivement pendant quelques mois.
Il se rend près de Biskra, dans la tribu amie des Beni Musni. Ibn Khaldoun reçoit alors des émissaires et parvient à reconstituer un groupe de tribus suffisamment important, pour venir en aide au souverain. Ce dernier lui propose une nouvelle fois le poste de chambellan qu'Ibn Khaldoun, prudent, refuse à nouveau, préférant devenir l'intermédiaire entre les princes et les tribus qu'ils veulent enrôler, principalement celle des Dhawawidas. Devenu condottiere, son pouvoir est peut-être encore plus grand que lorsqu'il était ministre. Pendant quatre ans, de 1366 à 1370, il verse les subsides royaux, négocie des alliances, mène les cavaliers au combat ; sa vie, certes mouvementée parmi les cavaliers des tribus, ne l'est pas autant qu'à la cour, avec toutes ses intrigues.
En 1370, son intérêt pour la politique reprend le dessus, alors qu'une alliance entre les souverains de Tunis et de Tlemcen s'est constituée contre Abou al-Abbas. Il conduit alors une délégation de chefs de tribus, qui se rend à Tlemcen et soutient cette alliance. Il assume alors les fonctions de chambellan d'Abou Hammou Moussa II.

#### Changement de camp
Une guerre éclate finalement entre Tlemcen et Fès : Tlemcen est défaite et Abou Hammou Moussa II fuit, en abandonnant sa capitale. Ibn Khaldoun se sent alors lui aussi obligé de fuir, pressentant le danger. Il souhaite se rendre à Biskra, où il pourrait être en sécurité, mais les routes sont coupées. Il se rend alors à Honaine, le port le plus proche de Tlemcen, d'où il souhaite embarquer pour l'Espagne. Seulement, il ne trouve aucun navire pour le transporter et sa localisation est rapidement connue des espions mérinides, qui en informent le sultan, qui donne l'ordre à sa cavalerie de l'arrêter. Le sultan souhaite en effet avoir à sa disposition un tel personnage, politiquement important, mais Ibn Khaldoun est également soupçonné d'être porteur d'un dépôt précieux, confié par le souverain de Tlemcen.
Alors qu'il est fait prisonnier à Tlemcen, le sultan lui reproche violemment d'avoir trahi les Mérinides depuis son départ de Fès. Ibn Khaldoun explique qu'il a été contraint de quitter Fès, à cause des menaces que le grand vizir faisait peser sur sa vie. Or, ce même grand vizir a tenté d'assassiner son sultan, idée qui constitue un argument de poids. Ibn Khaldoun explique en outre qu'en se rendant à Biskra, il peut recruter des combattants pour le compte des Mérinides alors que ceux-ci, dans leur élan, songent à conquérir l'ensemble du Maghreb,. Enfin, il fournit des renseignements importants sur la situation politique au Maghreb central, et il montre au sultan la possibilité de s'emparer de Béjaïa, avant de songer à Tunis. Ceci lui permet d'être remis en liberté. Il reçoit même par la suite de nombreux présents. Cette situation cause certaines incompréhensions, même parmi ses amis de la tribu des Beni Musni, chez qui il réside lors de son séjour à Biskra.
Il entreprend alors une retraite dans la zaouïa d'Abou Madyane, près de Tlemcen, prétendant vouloir renoncer au monde. Il est cependant rapidement chargé par le sultan de partir vers les territoires occupés par les tribus restées fidèles à Abou Hammou Moussa II, pour les rallier aux Mérinides. Muni des pleins pouvoirs et d'importants subsides, il réussit sa mission avec habileté. Il rejoint en effet la tribu, où est réfugié Abou Hammou Moussa II et rappelle aux chefs qui se sont rassemblés les dangers qu'ils courent, en restant les adversaires des Mérinides. Il obtient le ralliement de la plupart des tribus et réussit à identifier l'endroit où se cache Abou Hammou Moussa II ; il en informe les chefs mérinides. Ces derniers envoient des soldats à sa poursuite et celui-ci est obligé de s'enfuir jusqu'aux oasis de Gourara, démuni de tout.
Par la suite, Ibn Khaldoun participe aux fructueuses razzias, réalisées parmi les tribus encore ennemies. En novembre 1371, il est accueilli par le sultan avec la plus haute distinction. Il participe par la suite à quelques opérations militaires importantes, avant de retourner à Biskra. Il est alors l'hôte d'Ibn Mozni, le seigneur qui gouverne alors la région. En septembre 1372, appelé par la cour de Fès, Ibn Khaldoun quitte Biskra pour s'y rendre. Il arrive à Miliana avec une faible escorte et prend la route pour Tlemcen. C'est alors que le sultan mérinide meurt brusquement. Abou Hammou Moussa II, qui s'apprête à fuir au Soudan, apprend la nouvelle et reconquiert le pouvoir à Tlemcen puis lance des soldats à la recherche d'Ibn Khaldoun, dont il veut se venger, ne lui pardonnant pas d'avoir participé à sa chute. Ibn Khaldoun vient à ce moment d'arriver à Tlemcen et écrit plus tard que « ce fut là, en réalité, un événement bien extraordinaire » et qui s'est déroulé très rapidement.
Ibn Khaldoun fuit alors vers Fès mais, arrivé près de Sebdou, son escorte est attaquée par la troupe envoyée à sa recherche. Il parvient à leur échapper sans cheval et il marche pendant deux jours, jusqu'à ce qu'il puisse se réfugier chez une tribu favorable aux Mérinides. À la fin du mois de novembre 1372, il rejoint finalement Fès, où la situation est restée confuse depuis la mort d'Abou Inan Faris, avec des conflits entre vizirs. Ibn Khaldoun reçoit alors un accueil amical, reprend rapidement ses activités d'enseignement et se lance dans des recherches historiques. Une place importante au conseil du gouvernement lui est également attribuée >.
À Fès, il retrouve également son ami Ibn al-Khatib, qui avait quitté Grenade. Mais peu de temps après, la justice du sultan de Fès, agissant à la demande de celui du Grenade, inquiète Ibn al-Khatib, le sultan de Grenade soupçonnant ce dernier de complots, « voire de vénalité et d'amour démesuré pour l'argent et la richesse ». Malgré sa demande d'extradition pour être jugé à Grenade, le sultan de Fès décide d'un procès sur place. Il fait l'objet d'une réprimande publique, se voit torturé en prison, avant d'être assassiné par strangulation, malgré les démarches entreprises par Ibn Khaldoun pour le sauver. Ces dernières vont être à l'origine de son arrestation et lui valent également l'inimitié du sultan de Grenade. Toutefois, Ibn Khaldoun ne reste pas longtemps en prison, grâce à l'intervention de son ami, le prince de Marrakech.
Pourtant, il ne s'agit là que d'un sursis et Ibn Khaldoun se place rapidement sous la protection de son ami, Wanzammar, grand chef arabe. Ce dernier a une influence importante sur la cour mérinide, et il obtient pour Ibn Khaldoun l'autorisation de partir pour Grenade. En septembre 1374, Ibn Khaldoun se rend à Grenade, pour y porter une fatwa que lui ont commandée les soufis de cette ville. Mohammed V al-Ghani lui réserve un accueil des plus froids. Il est ensuite éconduit par la garde royale et escorté jusqu'à son bateau pour revenir sur ses pas jusqu'au port de Honaine, où il est déporté au début de l'année 1375 ; Mohammed V al-Ghani a ainsi pour objectif de le livrer à Abou Hammou Moussa II. Toutefois, Wanzammar, nouvel allié de ce dernier, intervient en faveur d'Ibn Khaldoun. Abou Hammou Moussa II, après une première fureur, saisit l'intérêt qu'il a à satisfaire Wanzammar : Ibn Khaldoun est alors gracié.
Ibn Khaldoun se retire alors près de Tlemcen, au village d'El Eubad, où est enterré le saint Abou Madyane. Quelques mois plus tard, le souverain de Tlemcen Abou Hammou Moussa II le convoque au palais pour une nouvelle mission à Biskra, afin d'y recruter des mercenaires des tribus des Dhawawidas et des Riah,. Mais il craint un nouveau conflit avec la ville voisine de Fès. Il est aussi fatigué par la politique et les changements de camp constants, s'étant déjà par deux fois retiré. Ibn Khaldoun fait alors semblant d'accepter mais, en chemin, il se réfugie chez la tribu berbère des Aouled Arif, où il vit pendant trois ans sous leur protection dans la forteresse des Béni Salama (ou d'Ibn Salama), la Qalaa Ibn Salama, forteresse appartenant à Wanzammar, aux environs de Frenda et de Tiaret, dans l'actuelle Algérie,,,.
Ce refus peut également s'expliquer par sa situation personnelle délicate, car, si Wanzammar venait à rompre l'alliance qui le lie au souverain de Tlemcen. Ibn Khaldoun se retrouverait alors sans protecteur, Abou Hammou Moussa II n'aurait plus de raison de le ménager, tandis qu'à Fès, Grenade et Tunis, les souverains lui sont hostiles. En outre, il cherche à se consacrer plus longuement à la réflexion et, craignant pour sa vie, il ne cherche plus à avoir un rôle diplomatique ou militaire.

### Rédaction de laMuqaddimaet duLivre des exemples

#### Retraite à la forteresse des Beni Salama
Des analystes jugent que cette capacité d'Ibn Khaldoun à changer de camp est représentative de l'époque où il vit, marquée par les incertitudes et l'instabilité. Yves Lacoste estime que cette capacité est naturelle : pour Ibn Khaldoun, les oppositions entre le souverain de Fès et celui de Tlemcen ne remettent pas en cause le fort sentiment de solidarité maghrébine. Toujours selon Lacoste, Ibn Khaldoun choisit, en tant que condottiere, de « servir la cause qui au moment donné présente pour lui le maximum d'intérêt. L'on doit seulement constater qu'il fait consciencieusement le travail pour lequel il est payé ». De plus, certains historiens estiment qu'en se mêlant au recrutement des mercenaires, Ibn Khaldoun a pour ambition de « favoriser l'émergence d'un pouvoir suffisamment solide pour stabiliser le Maghreb et éviter sa régression ». Mais aucun vainqueur définitif ne pouvait émerger étant donné que toutes les victoires restaient éphémères et cette ambition semblait donc vaine. Par conséquent, Smaïl Goumeziane s'interroge : « Dès lors, ce que la pratique politique n'avait pu obtenir, la connaissance théorique allait-elle le favoriser en éclairant les souverains sur les causes du déclin et les moyens de conjurer la catastrophe ? ».
C'est pourquoi, pendant cette période de retraite à la forteresse des Beni Salama, de 1374 à 1377, Ibn Khaldoun rédige la Muqaddima, introduction de son Kitab al-Ibar, traduit en français par Le Livre des exemples. En effet, il y trouve le calme nécessaire à ses travaux et Smaïl Goumeziane juge cet épisode comme « incontestablement l'étape décisive de sa vie ». Il n'a d'autre documentation que son expérience et sa mémoire, ce qui est déjà considérable étant donné qu'il s'est rendu dans les grandes bibliothèques de Tunis, de Fès, d'Espagne et de Tlemcen. Par ailleurs, il a été témoin voire acteur d'événements importants aux côtés de rois, de vizirs Béjaïa et de chefs militaires. Il écrit : « J'ai fait avec moi-même un excellent marché en me décidant à composer un ouvrage ».
Il commence dès le début de sa retraite à élaborer son plan d'écriture pour la Muqaddima, et plus largement pour la première version de son Livre des exemples. Selon lui, il aurait terminé la première version de sa Muqaddima en cinq mois, de juillet à novembre 1377. Parfois, lorsqu'il s'accorde une pause, il discute de son travail avec le chef de la tribu. Il aurait pu lui dire : « Les ignorants qui se targuent d'être historiens se contentent de transmettre des faits bruts, mais c'est à la critique de trier le bon grain de l'ivraie… Et même lorsqu'ils parlent d'une dynastie particulière, ces ignorants racontent son histoire telle qu'elle leur a été transmise. Ils ne se soucient pas de savoir si elle est vraie ou fausse. Ils ne se demandent pas pourquoi telle famille a pu accéder au pouvoir. Ils ne se disent pas pourquoi, après avoir brillé pendant quelques générations, telle dynastie finit par s'éteindre. Ils ne clarifient rien, et le lecteur doit par lui-même chercher une explication convaincante à la marche de l'histoire et aux changements du temps ».

#### Retour à Tunis
Cependant, bien qu'il soit doué d'une mémoire impressionnante, il lui manque la littérature nécessaire à l'achèvement de son œuvre. Il souhaite donc retourner à Tunis et écrit au sultan Abou al-Abbas, qui a entre-temps conquis Tunis . Celui-ci lui répond favorablement. En novembre 1378, Ibn Khaldoun quitte sa forteresse et, après un séjour de quelques semaines à Constantine et une escale à Sousse, il rentre à Tunis afin de compléter la première version de son Livre des exemples.
Abou al-Abbas reprend Ibn Khaldoun à son service et ce dernier obtient des faveurs du souverain. Mais leur relation reste tendue. En effet, Abou al-Abbas doute de la loyauté d'Ibn Khaldoun, bien que celui-ci lui ait offert un exemplaire du Livre des exemples qu'il a achevé. Il y a cependant omis l'habituel panégyrique du souverain. Ibn Khaldoun part alors enseigner à l'université Zitouna, où ses cours rencontrent un grand succès, ce qui n'est pas sans éveiller la jalousie de certains de ses condisciples, dont Ibn Arafa. Celui-ci, devenu son rival, monte même une cabale contre lui. Son frère, vizir à Tlemcen, est sordidement assassiné en 1379. Ibn Khaldoun est très touché par tous ces événements.
Un jour qu'il est face à un auditoire d'étudiants, l'un d'entre eux lui pose cette longue question :

« Vous avez écrit que, dans l'univers de la Création, le règne minéral, le règne végétal, et le règne animal sont admirablement liés… Vous avez ensuite, je vous cite, ajouté qu'au sommet de cette création le règne animal se développe alors, ses espèces augmentent et, dans le progrès graduel de la Création, il se termine par l'Homme — doué de pensée et de réflexion. Le plan humain est atteint à partir du monde des singes… où se rencontrent sagacité et perception, mais qui n'est pas encore arrivé au stade de la réflexion et de la pensée. À ce point de vue, le premier niveau humain vient après le monde des singes : notre observation s'arrête là… Vous dites donc, maître, que l'Homme est un singe ? Que le Tout-Puissant a créé l'Homme et le singe à partir du même moule ? Que cette possibilité d'évolution réciproque, à chaque niveau de la Création, constitue ce qu'on appelle le continuum des êtres vivants ? Vous avez donc affirmé que le singe est au voisinage de l'Homme. Dieu aurait donc fait du singe… un parent de l'Homme ? »

À ce long discours, visiblement prémédité, Ibn Khaldoun aurait répondu calmement : « J'ai écrit ce qu'une observation attentive permet de découvrir. Dieu seul, qu'Il soit glorifié, dispose du cours des événements, connaît l'explication des choses cachées ». Lassé de ces polémiques stériles, il souhaite partir en Égypte. Sous prétexte de vouloir entreprendre son pèlerinage à La Mecque, une requête qu'aucun souverain musulman ne peut refuser, Ibn Khaldoun obtient l'autorisation de quitter Tunis. Le 24 octobre 1382, il s'embarque pour Alexandrie où il passe un mois à préparer son départ pour La Mecque. Mais, par un coup du sort, il ne peut rejoindre la caravane qui part en direction des lieux saints. Déçu, il poursuit sa route pour Le Caire, dont il écrit plus tard qu'elle est « la métropole de l'univers ».

### Dernières années

#### Égypte
En comparaison du Maghreb, Ibn Khaldoun se sent bien en Égypte. Tandis que toutes les autres régions islamiques sont engagées dans des guerres de frontières et des luttes intestines, l'Égypte, en particulier Le Caire, jouit, sous le règne des mamelouks, d'une période de prospérité économique et culturelle. Ibn Khaldoun décide d'y passer le reste de sa vie.
En 1384, le sultan Az-Zahir Saïf ad-Din Barqouq le reçoit et le nomme professeur de la médersa El Qamhiyya (Kamiah) et grand cadi malékite. En juge scrupuleux et rigoureux, il décide de s'attaquer à la corruption et au favoritisme. Tout le monde lui reconnaît alors des qualités d'intégrité et de sévérité.
Mais Jean Mohsen Fahmy écrit ainsi en parlant de lui : « Sa science du fiqh (droit malékite) était grande, son esprit droit, son raisonnement imparable. Il aurait dû jouir de l'admiration et de la considération générale. Or, au bout de quelques semaines, il s'était attiré des rancunes qui dégénéreraient en haine froide ». Ce qui lui est en partie reproché alors est son caractère parfois hautain. De plus, certains dénoncent le fait qu'« un étranger de l'ouest » a d'aussi importantes fonctions. D'autres le désignent comme « ce Maghrébin qui portait en permanence un burnous de couleur foncée », alors que la confection des burnous reste une spécialité spécifiquement maghrébine. Son attitude réformatrice rencontrant donc des oppositions, il est contraint dès la première année d'abandonner sa fonction de juge.
Mis à part ces pressions, le revers de fortune qu'il subit en 1385 peut également avoir joué un rôle dans sa décision de démissionner. En effet, grâce à Az-Zahir Saïf ad-Din Barqouq, Tunis autorise que sa famille le rejoigne au Caire. En juillet, la famille embarque pour Alexandrie mais le navire est pris dans une violente tempête et le bateau s'écrase contre l'un des récifs de la côte d'Alexandrie et coule,. Ibn Khaldoun perd sa femme, leurs cinq filles, une suivante proche et quelques esclaves,. Ses deux garçons, qui n'ont pas accompagné leur mère, le rejoignent quelques mois plus tard.
Par ailleurs, sa position à la cour du sultan est remise en question car un rival d'Az-Zahir Saïf ad-Din Barqouq s'est emparé du pouvoir. Ce dernier se retire sur ses terres près de l'oasis de Fayoum. Mais le sultan déchu reconquiert son trône et Ibn Khaldoun reprend ses fonctions. Deux ans plus tard, il est confirmé au poste de professeur de la nouvelle université Al Zahirya. En 1387, il décide d'entreprendre le pèlerinage vers La Mecque où il passe également quelque temps dans les bibliothèques (ses Prolégomènes relatent la fin de la bibliothèque d'Alexandrie). À son retour du pèlerinage, il est nommé professeur de hadiths à la médersa Sarghatmechiya. À partir de mai 1388, il se concentre encore plus sur son activité d'enseignement qu'il effectue dans diverses médrasas du Caire et à l'université al-Azhar.
Il tombe momentanément en disgrâce auprès de la cour pour avoir, lors d'une révolte contre Az-Zahir Saïf ad-Din Barqouq, rédigé avec d'autres juristes du Caire une fatwa contre le sultan. Par la suite, ses relations avec le sultan se normalisent et il est à nouveau nommé au poste de cadi. Il est en tout, jusqu'en 1406, cinq fois démis de ses fonctions de cadi qu'il ne conserve jamais longtemps pour des raisons très différentes mais les récupère à chaque fois. Parallèlement à ses activités d'enseignant, il poursuit ses travaux de recherche et écrit notamment sur la asabiyya et son rôle dans l'émergence et la chute des monarchies, s'appuyant pour cela sur l'étude de l'histoire égyptienne depuis l'époque de Saladin.
En 1394, il envoie une copie de son Livre des exemples au sultan mérinide Abou Faris Abdelaziz ben Ahmed de Fès. Il cherche en effet à rapprocher le Proche-Orient du Maghreb. Ainsi, il suggère souvent aux sultans des deux régions de s'échanger des présents. En outre, il établit une correspondance avec bon nombre de ses amis, dont le poète Ibn Zamrak. En 1396, il fait don d'un exemplaire du Livre des exemples à la bibliothèque de Marrakech.
En 1396 commence le règne d'An-Nasir Faraj ben Barqouq, fils et successeur d'Az-Zahir Saïf ad-Din Barqouq. Ibn Khaldoun ne souhaite pas prendre part à ces intrigues politiques et demande à visiter Jérusalem. Jean Mohsen Fahmy raconte ainsi sa visite de la ville :

« Il a admiré la mosquée al-Aqsa, l'Extrême Mosquée, recouverte d'or et de couleurs brillantes. Puis il a visité le dôme du Rocher, d'où les Musulmans croient que le Prophète est monté vers le ciel. Les escaliers qui y mènent, l'extérieur de l'édifice autant que son intérieur, tout est en marbre d'un travail élégant. »

Il découvre également une zaouïa appelée Wakf Abou Madiane et fondée par le petit-fils d'Abou Madyane, le saint vénéré à Tlemcen. Sur le chemin du retour, il rencontre la caravane d'An-Nasir Faraj ben Barqouq, lui-même revenant d'une inspection à Damas, alors sous tutelle égyptienne.
En 1400, confronté à de nouveaux incidents, il est une seconde fois obligé de renoncer à son poste de cadi.

#### Rencontre avec Tamerlan
Malgré sa réticence à quitter l'Égypte, le sultan An-Nâsir Faraj ben Barquq contraint Ibn Khaldoun à prendre part à une campagne contre le conquérant timouride Tamerlan, qui se dirige vers Damas alors qu'il a déjà pris Alep. Mais le sultan, inquiété par des rumeurs de révolte contre lui, abandonne son armée dans l'actuelle Syrie et retourne en hâte au Caire suivi d'un cortège de conseillers et d'officiers. Ibn Khaldoun reste avec d'autres notables du Caire dans la ville assiégée de Damas. C'est ici qu'a lieu, entre décembre 1400 et janvier 1401, la rencontre historique entre lui et Tamerlan, que l'historien relate en détail dans son autobiographie. Tamerlan est à deux ans près l'exact contemporain d'Ibn Khaldoun. Pour Yves Lacoste, il s'agit de « l'épisode le plus spectaculaire de son existence ». En effet, après le départ du sultan, il revient aux notables de négocier avec Tamerlan, arrivé aux portes de la ville, alors qu'Ibn Khaldoun est conscient du pouvoir de destruction du chef timouride. Dans un premier temps, le cadi Ibn Muflih se rend chez Tamerlan pour parvenir à un accord mais, à son retour, la population de Damas refuse les termes de la négociation. Ibn Khaldoun conduit alors une délégation des citoyens de Damas pour demander à Tamerlan d'épargner à leur ville sa destruction.
Ibn Khaldoun se présente avec des cadeaux pour être bien reçu par le conquérant timouride mais il est fait prisonnier et Tamerlan envisage de l'exécuter lui et ses compagnons. Toutefois, Ibn Khaldoun fournit des informations très précises sur un nombre important de pays et fait un éloge détaillé des victoires de Tamerlan, si bien qu'il est libéré et devient l'hôte de ce dernier. Il s'entretient avec l'émir timouride durant 35 jours. Le dialogue entre le conquérant et l'intellectuel concerne de nombreux sujets comme : les héros de l'histoire, la question de la asabiyya, le califat abbasside, la chute des dynasties et les prédictions de l'avenir. Tamerlan l'interroge de manière particulièrement détaillée sur les relations entre les pays du Maghreb. Il l'invite à toutes ses audiences officielles et lui demande de rédiger un condensé sur l'histoire et la géographie de l'Afrique du Nord, qu'il compte envahir après l'Asie. Ibn Khaldoun lui rédige un long rapport sur la question, traduit dans un dialecte turc, considéré aujourd'hui comme disparu.
Tamerlan lui propose également, sans succès, de rejoindre sa cour pour devenir son historiographe et conseiller,. Ibn Khaldoun prend soin toutefois de rester en bons termes avec Tamerlan. Il profite par ailleurs des faveurs exceptionnelles de l'émir pour intercéder en faveur des habitants assiégés. Tamerlan accepte en fin de compte d'épargner les habitants et d'amnistier Ibn Khaldoun et ses compagnons en échange de la reddition de la ville, qui a lieu ; mais Tamerlan ne respecte pas l'accord et laisse ses troupes agir. Ibn Khaldoun assiste alors impuissant au massacre de la population, au saccage et à l'incendie de la ville. Il raconte cet épisode :

« Au crépuscule, le feu finit par mourir complètement. De l'orgueilleuse Grande Mosquée de Damas, construite par les califes ommeyades, il ne restait que des murs noircis et un minaret de bois miraculeusement préservé. Un nuage de cendre voilait les derniers rayons de soleil couchant. »

#### Fin de vie
Ibn Khaldoun retourne au Caire au milieu du mois de mars 1401. Sur le chemin du retour, sa caravane est pillée par des brigands. La durée de son séjour auprès de Tamerlan aurait pu lui porter préjudice, mais il est bien reçu à son retour à la cour du sultan An-Nasir Faraj ben Barqouq.
Il passe les cinq années suivantes au Caire, où il se consacre à l'achèvement de son autobiographie, de son Livre des exemples et de sa Muqaddima, ainsi qu'à son activité de professeur et de cadi. Son statut reste plutôt précaire car, à quatre reprises, il est nommé cadi puis démis de ses fonctions.
Sa sixième et dernière nomination a lieu en janvier 1406. Il meurt finalement durant son office, le 17 mars, soit le 26 ramadan 808 du calendrier musulman. Il se raconte que la foule cairote a été nombreuse pour lui rendre hommage lors de ses funérailles. Jean Mohsen Fahmy précise en ces termes la composition du cortège présent, en plus de ses deux fils :

« Il y avait là les trois grands qadis, le grand chambellan, de nombreux émirs du palais, une foule de qadis, d'oulémas et de notables… Il y avait là, au premier rang Al Makrisi, le futur grand historien… Ibn Ammar, Al Askalani, Al Bisati, Al Biskri, et toute une cohorte d'autres faqihs, les plus brillants de ses étudiants, dont on sentait déjà l'amour des sciences et de la connaissance. Et il y avait une foule plus anonyme de jeunes gens qui avaient suivi avec dévotion les cours d'Ibn Khaldoun. »

Le cortège traverse la ville, puis franchit la porte de la Victoire pour enfin se rendre au cimetière des soufis où Ibn Khaldoun est enterré.

## Œuvres

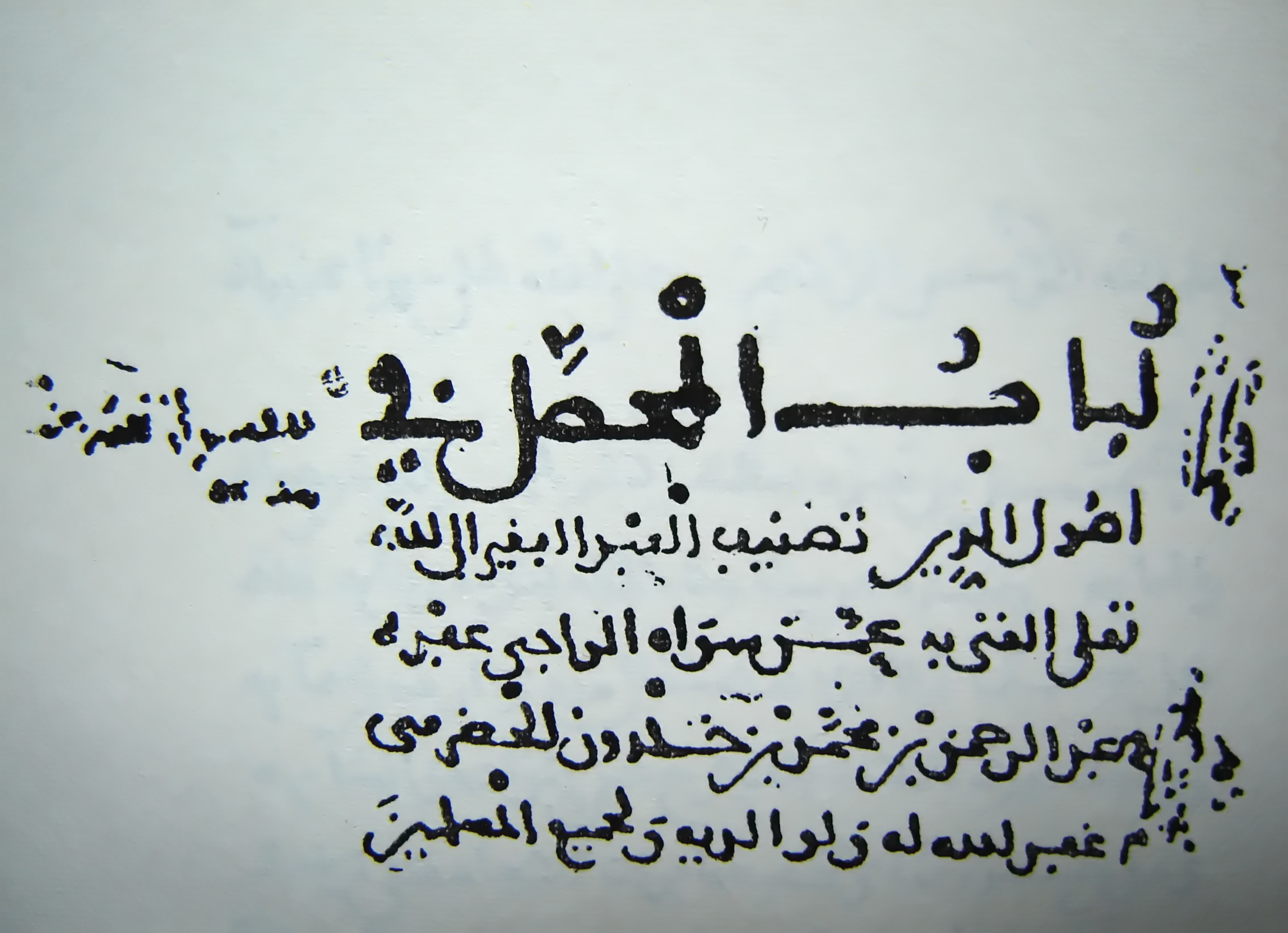
Couverture d'une copie du Lubab al-Muhassal.

### Panorama des écrits
Le premier livre d'Ibn Khaldoun, Lubab al-Muhassal (La Quintessence de la théologie), est un commentaire condensé de la théologie de Fakhr ad-Dîn ar-Râzî, rédigé sous la surveillance de son professeur Al-Abuli à Tunis. Le manuscrit autographe, datant de 1351, est conservé à la bibliothèque de l'Escurial. Ar-Râzî est disciple de l'école acharite et Ibn Khaldoun s'en rapproche également.
Comme il l'indique dans son autobiographie, Ibn Khaldoun écrit cinq autres manuscrits de 1351 à 1364. Ceux-ci consistent en un commentaire du poème Qasidat al-Burda de Bousiri, un traité sur l'arithmétique, un commentaire d'un poème d'Ibn al-Khatib et plusieurs résumés sur la pensée d'Averroès. L'un de ces commentaires résumés des œuvres d'Averroès est rédigé pour Mohammed V al-Ghani pendant son séjour à la cour de ce dernier. Le dernier des cinq manuscrits est un précis de logique également rédigé pour Mohammed V al-Ghani. Ces travaux, qui s'inscrivent tous dans la plus pure tradition théologique et philosophique de l'époque, sont aujourd'hui perdus.
Ibn Khaldoun écrit également un ouvrage sur le soufisme, Shifâ' al-sâ'il li-tahdhîb al masâ'il (littéralement : « La réponse satisfaisante à celui qui cherche à élucider les questions »; traduit de l'arabe par René Perez sous le titre La Voie et la Loi, ou le Maître et le Juriste), vers 1373 à Fès ; c'est plus précisément une étude de sociologie religieuse. Il répond en fait à une controverse dans les cercles religieux d'Andalousie qui pose la question de savoir si un novice (murid) doit se diriger lui-même ou s'il a besoin d'un guide spirituel (cheikh) pour atteindre la béatitude.
Mais ses travaux les plus importants sont ceux qu'il a écrits lors de sa retraite à la forteresse des Beni Salama. Il s'agit de son autobiographie (Târif) qui tire son intérêt du fait de l'éclairage qu'elle donne sur les conditions de la réalisation de ses autres travaux, son Livre des exemples et surtout sa Muqaddima.

### Le Livre des exemples
Le Livre des exemples (Kitab al-Ibar) — dont le titre intégral est Livre des enseignements et traité d'histoire ancienne et moderne sur la geste des Arabes, des Persans, des Berbères et des souverains de leur temps — constitue l'œuvre principale et pionnière d'Ibn Khaldoun. Elle comporte 1 475 pages dans l'édition publiée au Caire en 1967. Elle est conçue à l'origine comme décrivant l'histoire des Berbères. Néanmoins, son auteur étend par la suite le concept, si bien que Le Livre des exemples représente dans sa version finale une histoire dite universelle et dotée de ses propres méthodes et de son anthropologie. La plupart des analystes s'accommodent plus tard du titre Histoire universelle.
Cette histoire est divisée en sept tomes plutôt équilibrés dont le premier, la Muqaddima, est considéré comme une œuvre à part entière. Les tomes II à V couvrent l'histoire de l'humanité jusqu'à l'époque d'Ibn Khaldoun. Enfin, les tomes VI et VII traitent de l'histoire des peuples berbères et du Maghreb et représentent pour les historiens la véritable valeur de l’Histoire universelle car c'est dans cette partie qu'Ibn Khaldoun a mis en forme ses connaissances personnelles des tribus berbères d'Afrique du Nord.
Toutefois, cette œuvre se trouve considérée de loin comme moins importante que son introduction. En effet, Ibn Khaldoun y est moins précis dans ses références et ses chronologies. Il convient de rappeler qu'elle a été écrite alors qu'il était marqué par une existence difficile au Caire. Par ailleurs, il cherche à aborder toutes les interrogations de son temps, ce qui explique qu'il écrit également d'un point de vue scientifique sur la chimie et l'alchimie, l'astronomie, l'astrologie et la numérologie. Pour Smaïl Goumeziane, ce projet était difficile à soutenir « pour un seul savant, aussi génial fût-il ».

### Muqaddima
Conformément à la tradition des auteurs musulmans, Ibn Khaldoun fait précéder son Histoire universelle d'une préface. Il s'agit de la Muqaddima ou Prolégomènes, une introduction en trois volumes. Pour l'essentiel, les deux premiers volumes sont écrits entre 1375 et 1378 tandis que le troisième a été rédigé bien plus tard, certainement en Égypte. Ce dernier est consacré à la jurisprudence, la théologie, la philosophie, aux sciences pures et appliquées, les méthodes d'enseignement, la rhétorique et la poésie. Il ne présente pas le même intérêt que les deux premiers concernant l'histoire de l'Afrique du Nord et la méthode de l'histoire de manière générale.
Avec cette œuvre, Ibn Khaldoun crée pour la première fois dans la culture islamique une science reposant sur l'analyse précise des faits historiques. Il tente d'y déterminer le symptôme et les causes de la montée et du déclin des dynasties musulmanes en s'appuyant sur sa propre expérience. Les historiographes s'étaient jusqu'alors contentés de consigner les événements historiques sous forme d'annales et sur la base de récits transmis d'abord oralement puis par écrit. À l'inverse, Ibn Khaldoun s'interroge constamment sur les causes des évolutions historiques qu'il classe en facteurs sociaux, culturels, climatiques, etc.
Dans la préface, rédigée selon la tradition de l'adab en prose rimée arabe, il décrit l'historiographie comme la plus importante des branches de la science car elle traite de la création et de l'évolution de la civilisation humaine. À travers son approche, Ibn Khaldoun explique la légitimité du pouvoir par l'asabiyya, un mot d'arabe ancien qu'il réinterprète. Le comportement sociopolitique du groupe s'analyse comme suit : naissance d'une asabiyya puis identité d'intérêts et de comportements qui fonde un groupe. Ce dernier cherche à imposer sa souveraineté (mulk) qui est la base de toute civilisation ordonnée. À ce moment, entre en jeu un autre facteur de civilisation, la religion, superstructure soumise à des déterminations de base et à leurs sollicitations. À chaque phase de l'évolution sociale correspond donc un type de comportement religieux. La religion s'insère dans une situation où elle a une fonction d'ordre politique. C'est elle qui sous-tend le mouvement d'une asabiyya vers le mulk. Ibn Khaldoun ne prétend donc pas retrouver dans l'histoire quelque dessein de Dieu et note que le sentiment religieux se dénature et se dissout en même temps que se distendent les liens de solidarité de l'asabiyya. Cette doctrine heurte le rigoureux idéalisme malékite qui règne alors au Maghreb.
Son enseignement sur la civilisation et la culture, Ilm al-Umran, comprend des discussions approfondies sur les relations entre la vie rurale bédouine et la vie urbaine sédentaire qui sont, selon lui, la source d'un conflit social majeur. Dans cette perspective et à l'aide du concept de l'asabiyya, il explique aussi bien dans l'histoire islamique que non islamique la montée et le déclin des civilisations au sein desquelles la religion et la foi peuvent compléter et épauler l'effet de la asabiyya, comme lors du règne des califes. Selon lui, les Bédouins, en tant qu'habitants des régions rurales, possèdent une forte asabiyya et une foi plus solide tandis que les habitants des villes deviennent toujours plus décadents et corrompus au fil des générations et voient ainsi l'intensité de leur asabiyya diminuer. Au bout de plusieurs générations, la dynastie implantée en milieu urbain voit donc son pouvoir (fondé sur la cohésion) s'amoindrir, devenant ainsi la proie d'une tribu agressive issue de la campagne, possédant une asabiyya plus forte, qui établit à son tour, après la conquête des villes et leur destruction partielle, une nouvelle dynastie.

## Théories

### L'histoire comme science

#### Rupture avec ses prédécesseurs
Par rapport à ses prédécesseurs, si l'on excepte Hérodote et Thucydide, Ibn Khaldoun introduit une rupture épistémologique. Sa première démarche consiste à assigner à l'histoire une place dans l'organisation du savoir d'où elle est absente jusque-là :

« J'ai suivi un plan original, ayant imaginé une méthode nouvelle d'écrire l'histoire, et choisi une voie qui surprendra le lecteur, une marche et un système tout à fait à moi. En traitant de ce qui est relatif à la civilisation et à l'établissement des villes, j'ai développé tout ce qu'offre la société humaine en fait de circonstances caractéristiques. »

Cette citation montre selon Smaïl Goumeziane qu'Ibn Khaldoun aurait opéré une rupture avec ses prédécesseurs. Certes, certains avaient abordé quelques-unes de ces idées, mais de façon disparate : ainsi Avicenne avait déjà défini au XIe siècle la nécessité de l'organisation sociale fondée sur la coopération et le contrôle d'un régulateur. Toujours selon Goumeziane, Ibn Khaldoun a produit une œuvre « très en avance sur son temps » : il a rompu avec l'école historique arabe, reprochant aux historiens de son époque de reproduire des faits sans procéder à une critique des sources qu'ils utilisent. Il leur reproche aussi bien leur manque de curiosité que leurs méthodes. Les historiens arabes étaient en effet plutôt des chroniqueurs, se limitant à établir des généalogies des familles au pouvoir. Ibn Khaldoun conteste également l'isnad qui permet d'authentifier des faits historiques en ayant recours à plusieurs garants, et dénonce la relation brute des faits dépourvue de toute explication par leur contexte social. En effet, pour lui, l'histoire n'est pas seulement le récit des évènements passés. Or, jusque-là, l'histoire ne s'est attachée qu'au récit des événements politiques et des successions de dynasties, récit présenté avec élégance et complété par des citations. Il déclare ainsi :

« L'histoire a un autre sens. Elle consiste à méditer, à s'efforcer d'accéder à la vérité, à expliquer avec finesse les causes et les origines des faits, à connaître à fond le pourquoi et le comment des événements. L'histoire prend donc racine dans la philosophie dont elle doit être comptée comme une des branches. »

#### Point de départ de sa réflexion
En remettant en question la pensée historique et politique traditionnelle, Ibn Khaldoun mène une réflexion qui lui permet de poser les bases sur lesquelles il compte se fonder pour répondre à ses problèmes. Il s'attache ainsi à percer les causes profondes de l'instabilité chronique qui touche les États du Maghreb et cherche à comprendre la raison de la répétition continuelle des intrigues et des assassinats. C'est en dominant l'incohérence de cette histoire événementielle et en généralisant ces faits qu'il peut selon lui y voir clair. Mais plus que cette simple étude, il souhaite proposer « une conception globale de l'histoire, une analyse des structures sociales et politiques, un examen de leur évolution ».
Il a par ailleurs acquis une connaissance concrète des réalités du Maghreb qui le pousse à croire que nombre de problèmes tels que les famines ou l'activité des cités ne sont pas indépendants entre eux mais constituent un tout qu'il faut étudier :

« Il y a plusieurs choses qui ont entre elles des rapports intimes, telles que l'état de l'empire, le nombre de la population ou de la race dominante, la grandeur de la capitale, l'aisance et les richesses du peuple. »

Le système qu'il développe lui permet d'expliquer de manière rationnelle l'origine des troubles dont se trouve victime l'Afrique du Nord, ce qui débouche sur la conception de l'histoire en tant que science.

#### Définition et méthodes de l'histoire
Ibn Khaldoun définit ainsi l'histoire :

« L'Histoire a pour objet l'étude de la société humaine, c'est-à-dire de la civilisation universelle. Elle traite de ce qui concerne la nature de cette civilisation, à savoir : la vie sauvage et la vie sociale, les particularismes dus à l'esprit de clan et les modalités par lesquelles un groupe humain en domine un autre. Ce dernier point conduit à examiner la naissance du pouvoir, des dynasties et des classes sociales. Ensuite, l'histoire s'intéresse aux professions lucratives et aux manières de gagner sa vie, qui font partie des activités et des efforts de l'homme, ainsi qu'aux sciences et aux arts. Enfin, elle a pour objet tout ce qui caractérise la civilisation. »

Se dessine alors la nécessité pour Ibn Khaldoun de créer une nouvelle science, celle du umran, dont l'objet central est la civilisation. L'histoire est donc une science « noble et indépendante », aussi bien de la philosophie que de la politique.
De ce fait, Ibn Khaldoun s'attache particulièrement à la conformité des faits à la réalité et à la nature des choses. Il faut ainsi découvrir selon lui les lois objectives qui régissent l'évolution, au lieu de simplement relater des faits, qui peuvent se révéler trompeurs car présentés de manière mensongère ou tout du moins partisane. Le travail de l'historien consiste donc à déborder la singularité des faits pour les replacer dans la totalité qui les contient :

« Les discours dans lesquels nous allons traiter de cette matière formeront une science nouvelle […] C'est une science sui generis, car elle a d'abord un objet spécial, je veux dire la civilisation et la société humaine, puis elle traite de plusieurs questions qui servent à expliquer successivement les faits qui se rattachent à l'essence même de la société. Tel est le caractère de toutes les sciences, tant celles qui s'appuient sur l'autorité, que celles qui sont fondées sur la raison. »

À partir de cela, Ibn Khaldoun s'attache à étudier l'évolution des sociétés. Ses recherches le mènent à la conclusion qu'il existe une triple évolution historique. Tout d'abord, il met en évidence une évolution sociale, avec le passage d'une organisation bédouine nomade à une société sédentaire. Ensuite, une évolution politique avec un régime politique qui passe du califat à la monarchie. Enfin, une évolution économique, l'économie naturelle cédant sa place à l'économie marchande.

### Étude de la société

#### Évolution des modes de vie
Pour Ibn Khaldoun, les hommes sont destinés à la transhumance qui leur est imposée du fait de leurs activités pastorales, le nomadisme permettant d'avoir l'espace nécessaire pour trouver les pâturages. L'inconvénient est que cette activité se limite à assurer la subsistance ; mais dès qu'ils peuvent se procurer d'autres richesses, en supplément de ce dont ils ont besoin pour survivre, ils s'installent et se sédentarisent. Ibn Khaldoun écrit qu'ils ont besoin de « plus de nourriture, de vêtements, [ils] construisent [alors] de grandes maisons et se défendent derrière les murs des villes et des cités ». Le mode de vie sédentaire tend à s'étendre avec la construction d'immeubles, de tours et de châteaux alors que des techniques de plus en plus complexes permettent entre autres d'accéder à l'eau courante : « Tels sont les sédentaires, c'est-à-dire les habitants des villes et des campagnes, qui vivent de l'exercice d'un métier, ou du commerce ». Par ailleurs, Ibn Khaldoun indique que la vie bédouine est à l'origine de la civilisation dans la mesure où les Bédouins se contentent de satisfaire leurs besoins tandis que les sédentaires sont attirés par le confort et le luxe. Seuls les progrès de la civilisation peuvent leur procurer ces derniers, mais il faut pour cela se sédentariser ; c'est alors que se développe l'urbanisation.
Ibn Khaldoun a ainsi établi que les besoins des hommes et leur satisfaction expliquent l'évolution des modes de vie ; le passage du mode de vie bédouin au mode de vie sédentaire suppose l'évolution des métiers et des techniques. À partir de sa réflexion, Ibn Khaldoun est donc arrivé à plusieurs conclusions confirmées par des recherches scientifiques ultérieures. Ces dernières expliquent ainsi entre autres comment les hommes ont d'abord transhumé partout dans le monde avant de se fixer sur des territoires. Le prix Nobel de physique Georges Charpak rejoint également Ibn Khaldoun lorsque celui-ci rappelle l'origine rurale des citadins : « L'agriculture, avec ses mortes-saisons, laissait du champ libre qu'on pouvait consacrer au logis, aux outils et aux vêtements ; à la méditation aussi. Les villages allaient s'agrandissant et certains de leurs membres se spécialisaient dans l'art de fabriquer ou de forger… Puis, le village est devenu une ville ».

#### Asabiyyaou esprit de clan
Les Bédouins sont jugés par Ibn Khaldoun comme le peuple le plus courageux. Leur puissance est issue de leur asabiyya, ou esprit de clan, et de la modération ou régulation de la tribu par les cheikhs — les chefs — et les Anciens. La asabiyya unit le groupe autour d'une ascendance commune et permet une assistance mutuelle, la solidarité de groupe. Or, celle-ci est fondamentale pour se défendre dans cette période de luttes tribales ; en effet, un clan est plus fort si sa cohésion est également forte. Enfin, le fondateur du clan dirige celui-ci, les autres membres lui obéissant car il dispose d'une asabiyya supérieure au reste du clan. Il joue également le rôle de modérateur au sein de la tribu eu égard du respect et de la vénération qu'on lui porte.
Pourtant, une lignée prestigieuse mue par un fort esprit de clan peut s'éteindre au bout de quelques générations. Il n'empêche que plusieurs clans peuvent se regrouper pour constituer un ensemble de tribus qui est dirigé par le clan le plus puissant, c'est-à-dire celui dont la asabiyya est la plus forte. Ibn Khaldoun estime même qu'« à égalité de nombre, de force et d'esprit de clan, le groupe ethnique dominant sera le plus enraciné dans la vie bédouine et le plus sauvage ». Mais, au bout de quelques générations, un autre clan peut toujours faire valoir une asabiyya plus puissante et, donc, diriger la tribu. Découlent de cette dernière règle des luttes incessantes pour accaparer le pouvoir.
La asabiyya offre une puissance et une supériorité qui entre en contradiction avec l'objectif des nomades, qui tendent de plus en plus au confort et au luxe. Il leur faut pour cela se sédentariser dans des villes et modifier de ce fait leur rapport à la nature. Ibn Khaldoun rappelle à cet égard que « la civilisation bédouine est inférieure à la civilisation sédentaire, parce que les nomades n'ont pas toutes les nécessités de la civilisation. Ils ont bien un peu d'agriculture, mais sans l'outillage technique. Ils n'ont ni menuisiers, ni tailleurs, ni forgerons, ni les autres artisans qui pourraient leur fournir tout ce qui est nécessaire pour vivre de l'agriculture ». L'idéal serait de pouvoir conjuguer la asabiyya avec les possibilités qu'offre l'évolution des techniques. Seulement, il estime que ceux-ci entretiennent une relation contradictoire car si le mode de vie sédentaire conduit au développement des techniques et à la satisfaction de nouveaux besoins, il est aussi à l'origine de la perte de l'esprit de clan et incite à la paresse et aux plaisirs du luxe qui rendent docile. Ibn Khaldoun ajoute que l'urbanisation fait augmenter la mixité sociale autant que les injustices, ce qui favorise la perte de la asabiyya, qui se trouve de fait diluée. Selon la formule d'Ibn Khaldoun, les citadins sont « détribalisés » car « quand un peuple se sédentarise dans les plaines fertiles et amasse les richesses, il s'habitue à l'abondance et au luxe, et son courage décroît de même que sa « sauvagerie » et ses usages bédouins ». En outre, le modérateur de la tribu cède sa place à l'autorité du gouvernement.

### Démarche rationnelle
Ibn Khaldoun fonde son étude sur l'observation et la logique, avec notamment l'utilisation du raisonnement inductif. La rationalité scientifique est à ses yeux l'une des caractéristiques fondamentales de l'homme. En effet, il estime que ce dernier est plus faible que la plupart des animaux mais qu'il est doté de la « pensée et [de] la main ». Ceci lui permet de fabriquer des outils de plus en plus perfectionnés qui lui permettent aussi bien de subvenir à ses besoins que de comprendre son environnement. Mais il s'agit également de connaître les limites de cette rationalité scientifique, limites « inhérentes à toute investigation et interprétation du réel ». C'est l'idée qu'il exprime à la fin de sa préface de la Muqaddima :

« J'avoue toutefois que, parmi les hommes des différents siècles, nul n'a été plus incapable que moi de parcourir un champ si vaste ; aussi je prie les hommes habiles et instruits d'examiner mon ouvrage avec attention, sinon avec bienveillance, et, lorsqu'ils rencontreront des fautes, de vouloir bien les corriger, en me traitant toutefois avec indulgence. La marchandise que j'offre au public aura peu de valeur aux yeux des savants ; mais, par un aveu franc, on peut détourner le blâme, et l'on doit toujours compter sur l'obligeance de ses confrères. »

Par ailleurs, sa critique de la philosophie arabo-musulmane de son temps est radicale. En effet, il bannit toute attitude spéculative abstraite ou quête d'une finalité, préférant la spéculation positive connectée aux faits concrets et intégrant la dimension dialectique des phénomènes. Ibn Khaldoun arrive donc à élaborer une conception dialectique du développement humain. Par ailleurs, le réel étant la source unique de l'intelligible, Ibn Khaldoun entend saisir les rapports de causalité qui régissent ce réel. Cette rationalité de la démarche, si elle ne comporte pas d'examen d'une éventuelle nature humaine, ne comporte pas non plus de recours à un fondement religieux. Ibn Khaldoun analyse ainsi les sociétés et le pouvoir central tels qu'ils sont et non pas tels qu'ils devraient être en fonction de normes religieuses, ni tels que l'on voudrait qu'ils soient. Il aborde également la question du politique comme immanente à la société. Pour le sociologue algérien Abdelkader Djeghloul, Ibn Khaldoun se situe dans le prolongement de la pensée rationaliste arabe en opérant une nette distinction entre les « sciences religieuses » fondées sur les textes révélés et qui ont donc pour sources le Coran et la sunna et les « sciences humaines » « que l'homme acquiert […] par l'exercice de la réflexion » et fondés sur le discours de la rationalité. Mais il rejette catégoriquement toutes les légendes fondées sur l'astrologie et les croyances magiques, très en vogue à son époque. En somme, ses procédés méthodologiques manifestent la modernité de son œuvre qui anticipe avec cohérence des découvertes réalisées aux XVIIIe, XIXe et XXe siècles.

### Position sur l'esclavage des Noirs
Ibn Khaldoun considérait, dans ses Prolégomènes, que certains Noirs du sud de l'Afrique sont plus proches des animaux que des hommes étant donné leur mode de vie primitif et barbare. C'est ainsi qu'il a dit :

« Au sud de ce Nil existe un peuple noir que l'on désigne par le nom de Lemlem. Ce sont des païens qui portent des stigmates sur leurs visages et sur leurs tempes. Les habitants de Ghana et de Tekrour font des incursions dans le territoire de ce peuple pour faire des prisonniers. Les marchands auxquels ils vendent leurs captifs les conduisent dans le Maghreb, pays dont la plupart des esclaves appartiennent à cette race nègre. Au-delà du pays des Lemlem, dans la direction du sud, on rencontre une population peu considérable ; les hommes qui la composent ressemblent plutôt à des animaux sauvages qu'à des êtres raisonnables. Ils habitent les marécages boisés et les cavernes ; leur nourriture consiste en herbes et en graines qui n'ont subi aucune préparation ; quelquefois même ils se dévorent les uns les autres : aussi ne méritent-ils pas d'être comptés parmi les hommes. »

Ibn Khaldoun revient sur l'esclavage dans les troisième et quatrième tomes. Il y indique par exemple que « les seuls peuples à accepter l'esclavage sont les nègres, en raison d'un degré inférieur d'humanité, leur place étant plus proche du stade animal ».

### Relations de destructions
Sans détailler ses sources, Ibn Khaldoun considère le contenu des bibliothèques perses comme détruit sur l'ordre du calife Omar. Ce récit est contredit par des historiens modernes ,, car jamais mentionnée entre le VIIe et le XIIIe siècle.

« Les musulmans, lors de la conquête de la Perse, trouvèrent dans ce pays, une quantité innombrable de livres et de recueils scientifiques ; [leur général] Saad ibn Abi Oueccas demanda par écrit au calife Omar ibn al-Khattab s’il lui serait permis de les distribuer aux vrais croyants avec le reste du butin. Omar lui répondit en ces termes : “Jette-les à l’eau ; s’ils renferment ce qui peut guider vers la vérité, nous tenons de Dieu ce qui nous y guide encore mieux ; s’ils renferment des tromperies, nous en serons débarrassés, grâce à Dieu !” En conséquence de cet ordre, on jeta les livres à l’eau et dans le feu, et dès lors les sciences des Perses disparurent.. »

— Prolégomènes, 3e partie.
Il mentionne également, sans s'y attarder, une tentative de destruction des Pyramides d'Égypte, qui correspond en réalité à plusieurs essais entrepris par le calife Al-Ma’mūn pour decouvrir l'entrée de la pyramide. Ces recherches seront finalisées par l'excavation d'un tunnel dit percée d'Al Mamoun :

« La même chose arriva à El-Mamoun, lorsqu'il entreprit de démolir les pyramides d'Égypte et qu'il rassembla des ouvriers pour cet objet : il ne put y réussir. »

Au passage, les hiéroglyphes sculptés sur l'enduit de la pyramide furent jugés païens et entièrement détruits.[réf. souhaitée]

## Postérité et influence

### Postérité
La reconnaissance de l'œuvre d'Ibn Khaldoun est très tardive. En effet, la civilisation arabe médiévale commence son déclin et la pensée d'Ibn Khaldoun ne connaît pas de successeur puisqu'elle se heurte à l'incompréhension générale de ses contemporains et « s'est perdue durant plusieurs siècles ».
La Muqaddima a cependant un impact important dans l'Empire ottoman au XVIIe siècle. Le savant Katip Çelebi (1609-1657) cite souvent aussi bien le nom que les idées d'Ibn Khaldoun, alors que l'historien Mustafa Naima (1655-1716) est clairement influencé par Ibn Khaldoun pour rédiger son Histoire (Tarikh) et la préface de cette œuvre,,. L'historien Müneccimbaşı Ahmed Efendi (1631-1702) est également inspiré par Ibn Khaldoun.
Aujourd'hui, pour les partisans de l'arabisation/décolonisation de la sociologie et de son enseignement, il est considéré, notamment en Tunisie, comme le « véritable » fondateur de la sociologie et comme un élément clé de la refondation d'une sociologie arabe.

### Traductions
Dès le XVIIe siècle, l'importance de la Muqaddima est découverte en Europe et suscite un certain intérêt pour Ibn Khaldoun chez les Occidentaux, avec notamment le travail de l'orientaliste Barthélemy d'Herbelot de Molainville. La première traduction complète de la Muqaddima est réalisée en 1749 dans l'Empire ottoman, en turc, par le Cheikh El Iislam Pirizade (1674-1749), de son vrai nom Mehmed Sahib,,. Pirizade commente également beaucoup l'œuvre d'Ibn Khaldoun. Cette traduction permet à l'orientaliste Joseph von Hammer-Purgstall de découvrir Ibn Khaldoun et d'attirer l'attention des autres orientalistes, qui voient en lui « le Montesquieu arabe ». L'Encyclopédie (1751-1772) de Denis Diderot et Jean le Rond D'Alembert met particulièrement en évidence l'héritage implicite d'Ibn Khaldoun. Son véritable titre complet rappelle à bien des égards pour Smaïl Goumeziane la place centrale qu'Ibn Khaldoun accorde à ces thèmes dans ses Prolégomènes.[incompréhensible] Mais pour que sa pensée connaisse une large diffusion dans le monde occidental, il faut attendre une traduction complète de ses textes. Or, réaliser une telle traduction n'est pas de tout repos étant donné qu'Ibn Khaldoun n'a cessé, jusqu'à sa mort, d'améliorer et de corriger ses manuscrits, y ajoutant diverses observations et annotations,.
En 1806, Silvestre de Sacy publie quelques extraits de la Muqaddima dans sa Chrestomathie arabe ; ce n'est qu'alors que le monde arabe commence à comprendre l'intérêt et l'originalité de son œuvre. Il faut attendre le XIXe siècle pour voir la première édition arabe complète de la Muqaddima, imprimée à Boulaq par Nasr al-Hurini, près du Caire,. Cette édition est basée sur un manuscrit de 1397 qui contient une dédicace au sultan de Fès, Abou Inan Faris. En 1858, l'orientaliste Étienne Marc Quatremère propose une édition complète du texte en arabe qu'il édite à Paris et qui constitue de ce fait la première traduction européenne de la Muqaddima,, ; celle-ci est basée sur un autre manuscrit.
La première traduction complète de la Muqaddima dans une langue européenne est l'œuvre de William Mac Guckin de Slane, publiée en français entre 1862 et 1868, à Paris,. En 1958, le Libano-Brésilien José Khouri réalise une traduction en portugais. Yves Lacoste critique cependant la traduction de Slane. Il cite un passage où sa traduction donne une universalité aux propos d'Ibn Khaldoun qui, pourtant, ne généralise que pour tirer d'un exemple maghrébin une loi générale de la démarche historique. Olivier Carré explique également que la traduction de Slane « se veut assez lâche et reflète des interprétations parfois péjoratives ». Il faudra attendre la seconde moitié du XXe siècle pour avoir deux traductions fidèles réalisées à partir du dernier manuscrit d'Ibn Khaldoun, daté par lui-même de 1402 et dans lequel il indique : « C'est un ouvrage entièrement scientifique, qui forme un préambule ornemental à mon livre d'histoire. Je l'ai collationné autant que j'ai pu et je l'ai corrigé. On ne peut trouver de copie [d’Al Muqaddima] qui soit supérieure à celle-ci ». Les deux traductions dont il s'agit sont tout d'abord celle en anglais de Franz Rosenthal parue en 1958 sous le titre An Introduction to History, qui fait autorité et où Rosenthal qualifie Ibn Khaldoun de « génie » ; la deuxième traduction est celle en français de Vincent-Mansour Monteil, publiée en 1967 sous le titre de Discours sur l'Histoire universelle (Al Muqaddima). Monteil y confirme le qualificatif attribué par Rosenthal en ces termes : « Ibn Khaldoun est fort en avance sur son temps. Aucun de ses prédécesseurs ou de ses contemporains n'a conçu ni réalisé une œuvre d'une ampleur comparable. Aucun, même s'il se rapproche de lui sur certains points, n'a eu l'esprit tourné vers des préoccupations aussi modernes ».

### Apports
Ibn Khaldoun demeure l'un des penseurs arabes les plus connus et les plus étudiés car il a souvent été présenté comme l'un des pères fondateurs de l'histoire en tant que science et discipline intellectuelle, de la sociologie mais aussi de la sociologie politique. Certains analystes ont vu en lui un précurseur des travaux de Nicolas Machiavel, Montesquieu, Auguste Comte, Karl Marx ou Max Weber. Pour Claude Cahen, « Ibn Khaldûn dépasse à maints égards la puissance intellectuelle d'un Thomas de Aquino ». Philip Khuri Hitti, dans ses Récits de l'Histoire des Arabes, affirme qu'« Ibn Khaldoun a été le plus grand philosophe et historien que l'islam ait jamais produit et l'un des plus grands de tous les temps ». Son œuvre traite pourtant aussi des sciences naturelles puisqu'il précise que la Terre a « une forme sphérique […] comme un grain de raisin », suivant en cela Ptolémée, astronome grec du IIe siècle. Il anticipe également les travaux d'Isaac Newton en affirmant que « le dessous naturel de la terre, c'est le cœur et le centre de sa sphère, vers lequel tout est attiré par la pesanteur ».

#### Sociologie
Même si ses travaux ont été interprétés dès le XVIIIe siècle par divers auteurs européens, les premiers sociologues européens ont ignoré ses textes et n'ont pu se référer à lui pour faire progresser leur discipline. Nombre de ses idées, concepts et méthodes n'ont donc été qu'a posteriori considérés comme des précurseurs de certaines théories et disciplines conçues en Europe. Ainsi, Ludwig Gumplowicz, professeur de sciences politiques à l'Université de Graz, dans un ouvrage intitulé Aperçus sociologiques publié à Paris en 1900, rapporte qu'« un pieux moslem [musulman] avait étudié à tête reposée les phénomènes sociaux et exprimé sur ce sujet des idées profondes : ce qu'il a écrit est ce que nous nommons aujourd'hui sociologie ».
René Maunier publie un article sur Ibn Khaldoun, dans la Revue internationale de sociologie de mai 1915, dans lequel il écrit notamment que la Muqaddima « contient les fragments dispersés d'un traité complet de sociologie ». En effet, Ibn Khaldoun a construit un modèle qui a souvent été rapproché du modèle durkheimien de sociétés à solidarité mécanique et à solidarité organique ou encore de l'usage que Ferdinand Tönnies a fait des concepts de communauté et de société. Toutefois, les modèles du XIXe siècle reposent sur une interprétation évolutive des sociétés alors qu'Ibn Khaldoun distingue deux types de milieux sociaux distincts évoluant dans une même société.

#### Histoire
Ibn Khaldoun est aussi considéré comme l'un des premiers théoriciens de l'histoire des civilisations, comme le souligne l'historien Fernand Braudel dans l'article « Histoire des civilisations : le passé explique le présent » publié en 1959 dans L'Encyclopédie française. Braudel appuie également l'affirmation de l'historien britannique Arnold Joseph Toynbee qui écrit dans Étude de l'histoire (A Study of History, 1934-1961) qu'Ibn Khaldoun a « conçu et formulé une philosophie de l'histoire qui est, sans doute, le plus grand travail qui ait jamais été créé par aucun esprit dans aucun temps et dans aucun pays »,.
Il est aussi parmi les premiers à avoir défini la période de transition comme une période charnière entre deux civilisations, comme l'a fait Karl Marx lorsqu'il aborde le passage du féodalisme au capitalisme. Il a en effet remarqué qu'à certains moments, les civilisations se trouvent dans des périodes charnières où elles manifestent à la fois des signes de décadence mais aussi de renaissance, ce qui était le cas pour le Maghreb à son époque.

#### Éducation et pédagogie
Ibn Khaldoun est considéré par Philippe Meirieu comme l'une des figures de la pédagogie. Ainsi, Ibn Khaldoun, estime selon Marcel Lebrun que l'ensemble du processus d'enseignement et d'apprentissage se déroule en trois étapes progressives : une étape préparatoire pour familiariser l'étudiant avec la discipline et le préparer à en saisir les problèmes, une étape d'approfondissement de la discipline en sortant des généralités et en exposant tous les points de vue, une étape de consolidation et de maîtrise s'attaquant aux points les plus complexes.
Comme le rapporte Jean Heutte, Ibn Khaldoun précise dans la deuxième partie de la Muqaddima que pour « acquérir la faculté de diriger avec habileté ses études scientifiques, la manière la plus facile d'y parvenir, ce serait de travailler à se délier la langue en prenant part à des entretiens et à des discussions scientifiques. C'est ainsi qu'on se rapproche du but et qu'on réussit à l'atteindre. On voit beaucoup d'étudiants qui, après avoir passé une grande partie de leur vie à suivre assidûment les cours d'enseignement, gardent le silence (quand on discute une question scientifique) et ne prennent aucune part à la conversation. Ils s'étaient donnés plus de peine qu'il ne fallait pour se charger la mémoire (de notions scientifiques), mais ils n'avaient rien acquis d'utile en ce qui touche la faculté de faire valoir ses connaissances ou de les enseigner ». Dans la troisième partie de la Muqaddima, il ajoute : « Nos études ont pour objet les sciences intellectuelles, lesquelles sont du domaine de l'entendement. Or ce sont les mots qui font connaître ce que l'esprit renferme d'idées appartenant, soit à l'entendement, soit à l'imagination ; ils s'emploient pour les transmettre oralement d'une personne à une autre dans les discussions, dans l'enseignement et dans les débats auxquels donnent lieu les questions scientifiques, débats que l'on prolonge dans le but d'acquérir une parfaite connaissance de la matière dont on s'occupe. Les mots et les phrases sont les intermédiaires entre [nous et] les pensées [d'autrui] ; ce sont des liens et des cachets qui servent à fixer et à distinguer les idées ».
En fin pédagogue, Ibn Khaldoun résume ainsi sa conception de l'enseignement : « Le développement des connaissances et des compétences est atteint par la discussion, l'apprentissage collectif et la résolution des conflits cognitifs par le coapprentissage ». Ainsi, à l'époque du Moyen Âge de la civilisation occidentale, Ibn Khaldoun pense le rapport au savoir d'une façon étonnamment moderne. Bien que cela puisse paraître totalement anachronique — il conviendrait d'ailleurs de bien prendre en considération la dimension religieuse des savoirs évoqués — Ibn Khaldoun semble être l'un des précurseurs de l'hypothèse de la construction sociale des connaissances, considérant notamment l'interaction sociale entre pairs et/ou experts comme l'un des éléments clés du développement cognitif de l'individu, ce qui n'est pas sans rappeler des modèles théoriques très actuels comme le conflit sociocognitif, le socio-constructivisme et la zone proximale de développement, l'apprentissage vicariant et la théorie sociocognitive ou encore l'apprentissage mutuel et l'étayage.

### Critiques
Ibn Khaldoun suscite d'importantes polémiques, notamment au cours du XXe siècle. Ainsi, Taha Hussein, auteur d'une thèse qu'il a soutenue à l'Université de Paris en 1917 qui s'intitule Étude analytique et critique d'Ibn Khaldoun, le taxe de « menteur », d'« opportuniste » de « suffisant » ou encore de « prétentieux ». Il est suivi par d'autres auteurs arabes, dont l'animosité est telle, qu'un responsable de l'éducation en Irak réclame en 1939 que « la tombe d'Ibn Khaldoun soit profanée et ses livres brûlés ».
Par ailleurs, ses récits sur l'origine généalogique ou sur les religions des Berbères font l'objet de désaccords ou de discussions, notamment de la part d'historiens contemporains, comme Émile-Félix Gautier ou Gabriel Camps. En revanche, les historiens des années 1990, dont Rachid Bellil, tendent à être d'accord avec Ibn Khaldoun sur de nombreux thèmes de l'histoire des Berbères. Parmi les historiens modernes, ceux du Maghreb pensent que l'hypothèse d'Ibn Khaldoun reste la plus courante et la plus admise au sujet de Medracen.
Pour Nassif Nassar, auteur de La pensée réaliste d'Ibn Khaldoun, paru en 1967, il faut considérer les idées d'Ibn Khaldoun tout en conservant un esprit critique vis-à-vis de celles-ci, car le travail sur la base unique de ses récits est insuffisant :

« Nous remarquons que ce qu'Ibn Khaldoun a dit à son époque reste valable parce que les sociétés conservent les mêmes systèmes, nos sociétés sont aussi despotes […] Mais je pense que la pensée d'Ibn Khaldoun n'est pas du tout suffisante pour avoir une version adéquate et globale de nos sociétés. Il faut aller plus loin, chercher d'autres concepts […] L'on ne peut pas se contenter des notions de assabiya (esprit de corps et de clan), de molk (système de pouvoir) et maach (vécu) qui sont des concepts khaldouniens opératoires mais non suffisants […] Car Ibn Khaldoun n'avait, par exemple, aucun souci de réforme concernant la démocratie ou la citoyenneté. »

Il est à noter que, selon le sociologue Olivier Carré, l'analyse de Nassar, « ne tenant pas compte de la traduction de […] Rosenthal, néglige du même coup le meilleur texte de la Muqaddima ». Selon Smaïl Goumeziane enfin, « comme tout scientifique, [il] fut influencé par le monde dans lequel il vécut ».

### Influences
En novembre 2019, Boris Johnson, alors Premier ministre du Royaume Uni, annonce dans une interview au The Daily Telegraph, qu'économiquement, il s’inspire de Ibn Khaldoun.

## Présence contemporaine
Le portrait d'Ibn Khaldoun orne le billet de dix dinars tunisiens. De plus, des écoles primaires, collèges, lycées et instituts de formation en Algérie, au Maroc et en Tunisie portent son nom. Il en est de même pour une maison de la culture située à Bab El Bhar, dans une rue de Tunis, qui porte également son nom ; celle-ci abrite un club de la poésie qui accueille différentes manifestations culturelles, dont les Journées cinématographiques de Carthage.
L’année 2006 est celle de la célébration du 600e anniversaire de sa mort : des manifestations sont notamment réalisées en Afghanistan, en Algérie, en Égypte, au Maroc, en Tunisie et en Espagne, où sont organisées des conférences, la réédition de son œuvre, etc.,,
Par ailleurs, depuis 2008, l'Organisation arabe pour l'éducation, la culture et les sciences et l'Organisation internationale de la francophonie remettent un prix de la traduction Ibn Khaldoun-Léopold Sédar Senghor en sciences humaines qui vise à récompenser les traducteurs et les traductrices de la langue arabe vers la langue française,. Tout ceci a pour but de « faire connaître les œuvres en sciences humaines dans les espaces arabophone et francophone en vue de l'enrichissement mutuel des deux cultures ».

## Publications

### Texte original
- Kitab al-Ibar[187],[188]

### Traductions en français
- Discours sur l'histoire universelle. Al-Muqaddima[189]
- Le Livre des exemples (2 volumes)[190],[191]
- Les Prolégomènes[192]
- Histoire des Berbères et des dynasties musulmanes de l'Afrique septentrionale (4 volumes)[193],[194],[195]
- La voie et la loi[196]